# Valdepeñas (Ciudad Real)
Valdepeñas ist eine spanische Stadt in der Provinz Ciudad Real, die zur Autonomen Gemeinschaft Kastilien-La Mancha gehört. Die Einwohner und Einwohnerinnen nennen sich Valdepeñeros bzw. Valdepeñeras.

## Ortsname
Der Name bedeutet Tal der Felsen. Er deutet auf die Lage des Ortes an einer Biegung des Río Jabalón hin, in einem Tal mit vielen Kalksteinfelsen im Untergrund.
Die Stadt hat die Beinamen Muy Leal e Invicta (sehr loyal und unbesiegt) und Muy Heroica (sehr heldenhaft). Der Titel Muy Leal e Invicta wurde der Überlieferung nach von Königin Isabella der Katholiken verliehen, als sie in Vorbereitung der Eroberung Granadas der Stadt weilte. Ein entsprechendes Dokument ist nicht erhalten; möglicherweise ging es im spanischen Unabhängigkeitskrieg verloren. Das Motto ist im Wappen eines Buntglasfensters in der Kirche Nuestra Señora de la Asunción zu sehen. Der Titel Muy Heroica wurde 1823 von König Ferdinand VII. verliehen, in Würdigung der Schlacht von Valdepeñas von 1808.
Außerdem trägt sie den populären Beinamen Ciudad del Vino, Stadt des Weines.

## Geografie

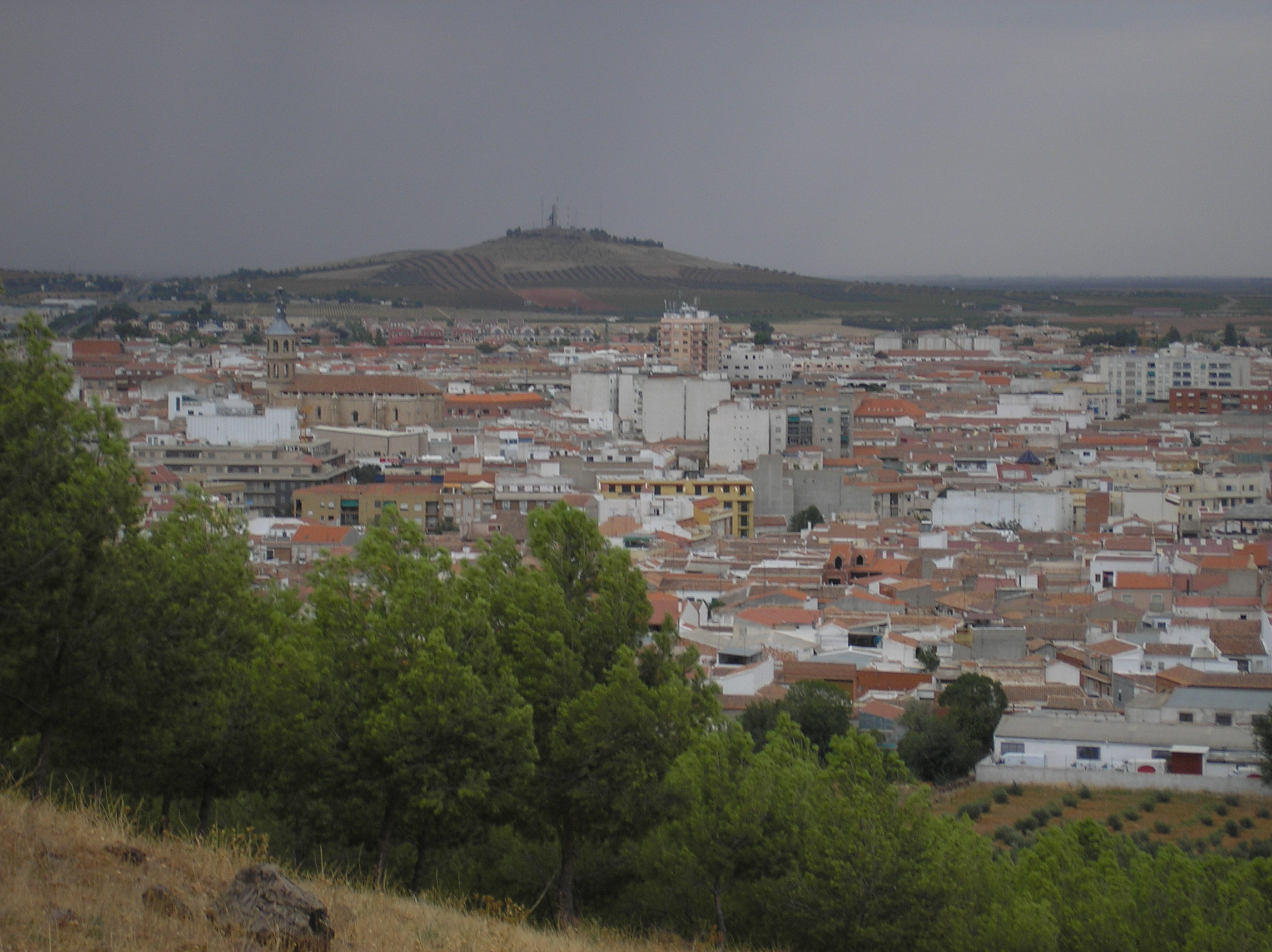
Stadtpanorama, Blick vom Cerro de San Blas

Valdepeñas liegt im südlichen Zentrum Spaniens, im Südosten der Provinz Ciudad Real. Sie ist umgeben von den Gebieten Montiel, Campo de Calatrava und der Sierra Morena.
Die Stadt ist zum größten Teil auf Hügeln von wenigen Metern Höhe gebaut. Ihre maximale Höhe erreicht sie in der Sierra del Peral mit 963 M.ü.M. (963 m). Einige andere Berge erreichen eine Höhe von 900 m, besonders in den Bergen in der Nähe von Baños del Peral im Nordosten und in der Sierra de Síles im Nordwesten. Dieses Gebiet im Nordwesten ist von natürlichen Wäldern bedeckt, mit Eichen, Stein-Eichen und Zistrosen.
Den nördlichen Teil der Stadt durchquert das große Aquädukt Aquifer 23. Im Süden fließt der Río Jabalón durch das Gemeindegebiet. Der Stausee Embalse de Mari Sánchez, auch Embalse de la Cabezuela genannt, versorgt von Südosten her die Stadt mit Wasser. Das ihn umgebende Gebiet Los Cerillos steht unter Naturschutz.
Die beiden außerhalb gelegenen Ansiedlungen El Peral und Consolación gehören zum Stadtgebiet. Consolación liegt 16 km nördlich von Valdepeñas an der A-4. El Peral liegt im Nordosten der Stadt, 6 km entfernt, an der Straße nach La Solana. El Peral ist ursprünglich eine landwirtschaftliche Ansiedlung, die sich um einen Brunnen mit eisenhaltigem Wasser herum entwickelte. Im neunzehnten Jahrhundert wurde dort ein Kurbad gegründet.

## Klima
Das örtliche Klima ist mediterran-kontinental, mit heißen Sommern und kalten Wintern.
Im Winter betragen die Minimaltemperaturen 0° bis 2°, mitunter gibt es auch Frost bis −5°. Im Mittel belaufen sich die monatlichen Niederschläge im Winter auf nicht mehr als 20 l/m² bis 30 l/m², meist in Form von Regen. Schnee kommt gelegentlich vor; typischerweise fällt er nur an rund 3 Tagen im Jahr. In den seltenen Fällen, in denen er liegenbleibt, handelt es sich meist um nicht mehr als 5 cm – 7 cm.
Im Sommer übertreffen die Tageshöchsttemperaturen 30° – 35°, nicht selten auch 40°. Niederschläge sind sehr sporadisch oder fallen ganz aus. Gelegentlich kommt es allerdings zu Stürmen, die auf einen Schlag einen Platzregen mit rund 30 l/m² mit sich bringen.
Im Frühling und Herbst herrschen mildere Temperaturen von 15° bis 20°, wobei die Schwankungsbreite von Frost bis zu Temperaturen über 30° reicht. Die monatlichen Niederschläge fallen mit rund 45 l/m² reichlicher aus als in den anderen Monaten. In sehr regenreichen Monaten wie beispielsweise im April 2013 können auch 100 l/m² erreicht werden.

## Politik

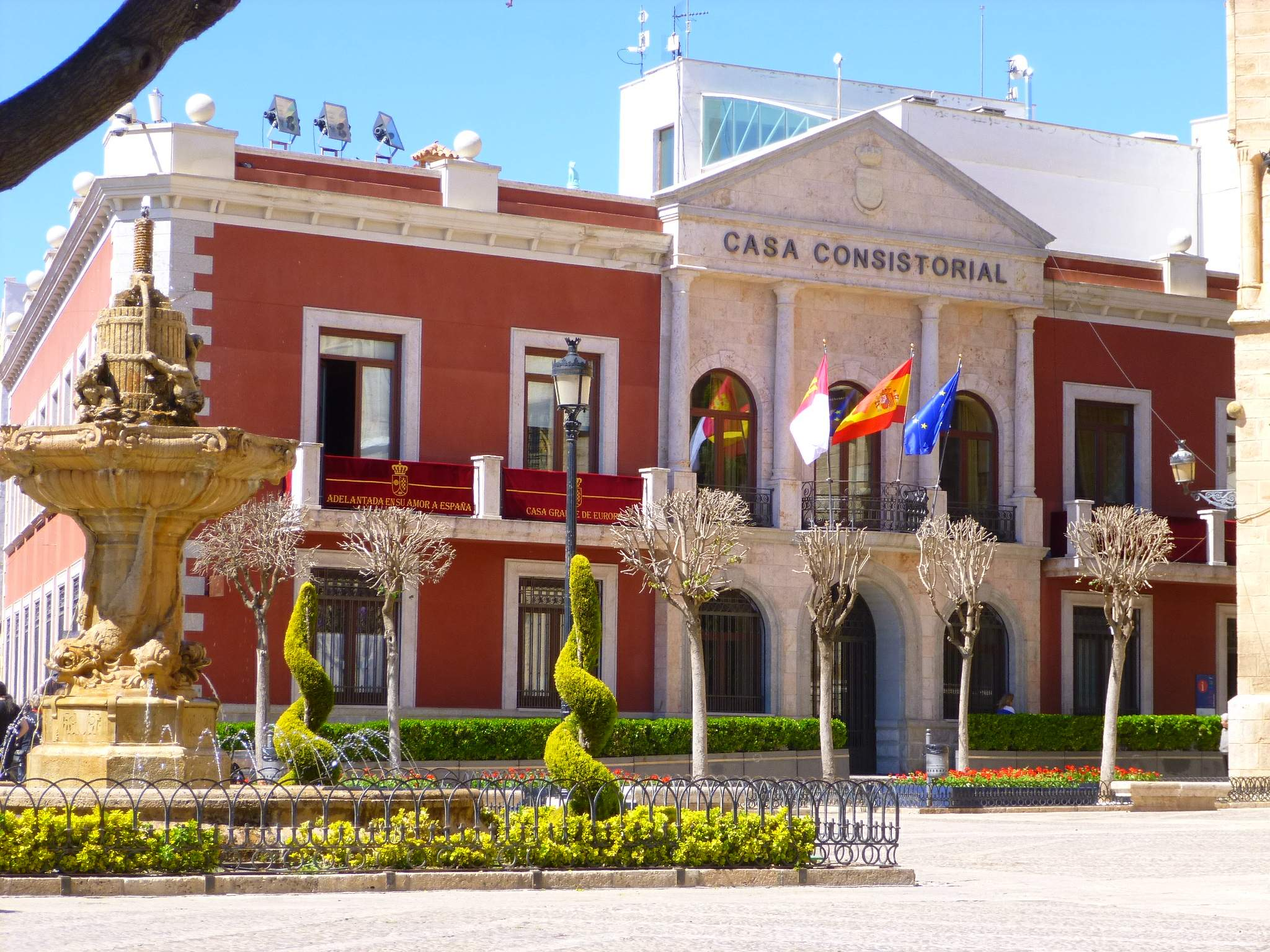
Rathaus (Casa Consistorial) an der Plaza de España

### Regionalverwaltung
Valdepeñas ist Hauptort der regionalen Gerichtsbarkeit. Sie umfasst die Orte Moral de Calatrava, Santa Cruz de Mudela, Viso del Marqués, Torrenueva, Castellar de Santiago und Almuradiel.

### Wappen

Wappen von Valdepeñas.

Das Wappen wurde am 7. März 1995 offiziell genehmigt. Es ersetzte das frühere, 1910 oder früher von dem Historiker Eusebio Vasco gestaltete Wappen. Die Beschreibung lautet:
1. links in Silber das Kreuz von Calatrava
2. rechts ein Krakelee aus Silber und Schwarz, umgeben von einer roten Borde mit goldenen Andreaskreuzen
3. unten in Rot ein goldenes Fass
4. als Krone die spanische Königskrone

### Bürgermeister seit 1979
- 1979–1983: Esteban López Vega, UCD
- 1983–1987: Esteban López Vega, AP
- 1987–1991: Esteban López Vega, PP
- 1991–1995: Salvador Galán Ruiz-Poveda, PSOE
- 1995–1999: Victoriano González de la Aleja y Saludador, PSOE
- 1999–2003: Rafael Martínez del Carnero Calzada, PP
- seit 2003: Jesús Martín Rodriguez Caro, PSOE (Stand Ende 2018)

### Partnerstadt
- Cognac, Frankreich

## Bevölkerung
| 1900   | 1910   | 1920   | 1930   | 1940   |
| ------ | ------ | ------ | ------ | ------ |
| 21.015 | 23.580 | 25.128 | 22.602 | 30.409 |
| 1950   | 1960   | 1970   | 1981   | 1991   |
| 26.020 | 25.706 | 24.946 | 24.946 | 25.067 |
| 2001   | 2002   | 2003   | 2004   | 2005   |
| 26.494 | 26.796 | 26.880 | 27.274 | 27.634 |
| 2006   | 2007   | 2008   | 2009   | 2010   |
| 28.183 | 28.570 | 30.255 | 31.015 | 31.370 |
| 2011   | 2012   | 2014   | 2015   | 2017   |
| 31.600 | -      |        | 30.514 | 30.224 |

Die Bevölkerung besteht aus rund 4.000 Einwanderern und 28.000 Spaniern. In den Jahren 1930–1940 erlebte Valdepeñas einen Geburtenboom. Damals war die Einwohnerzahl fast so hoch wie heute. Danach ging die Bevölkerungszahl zurück. Sie stagnierte von den 1950er Jahren bis Ende der 1990er Jahre. Dieser Rückgang und die anschließende Stagnation wird darauf zurückgeführt, dass durch den spanischen Bürgerkrieg die Weinwirtschaft geschädigt wurde. So zogen viele Einwohner in andere Städte um. Seit 2000 wächst die Bevölkerung jedoch wieder; die Stadt verzeichnet seitdem eine der höchsten Wachstumsraten in Kastilien-La Mancha.

## Wirtschaft

### Landwirtschaft

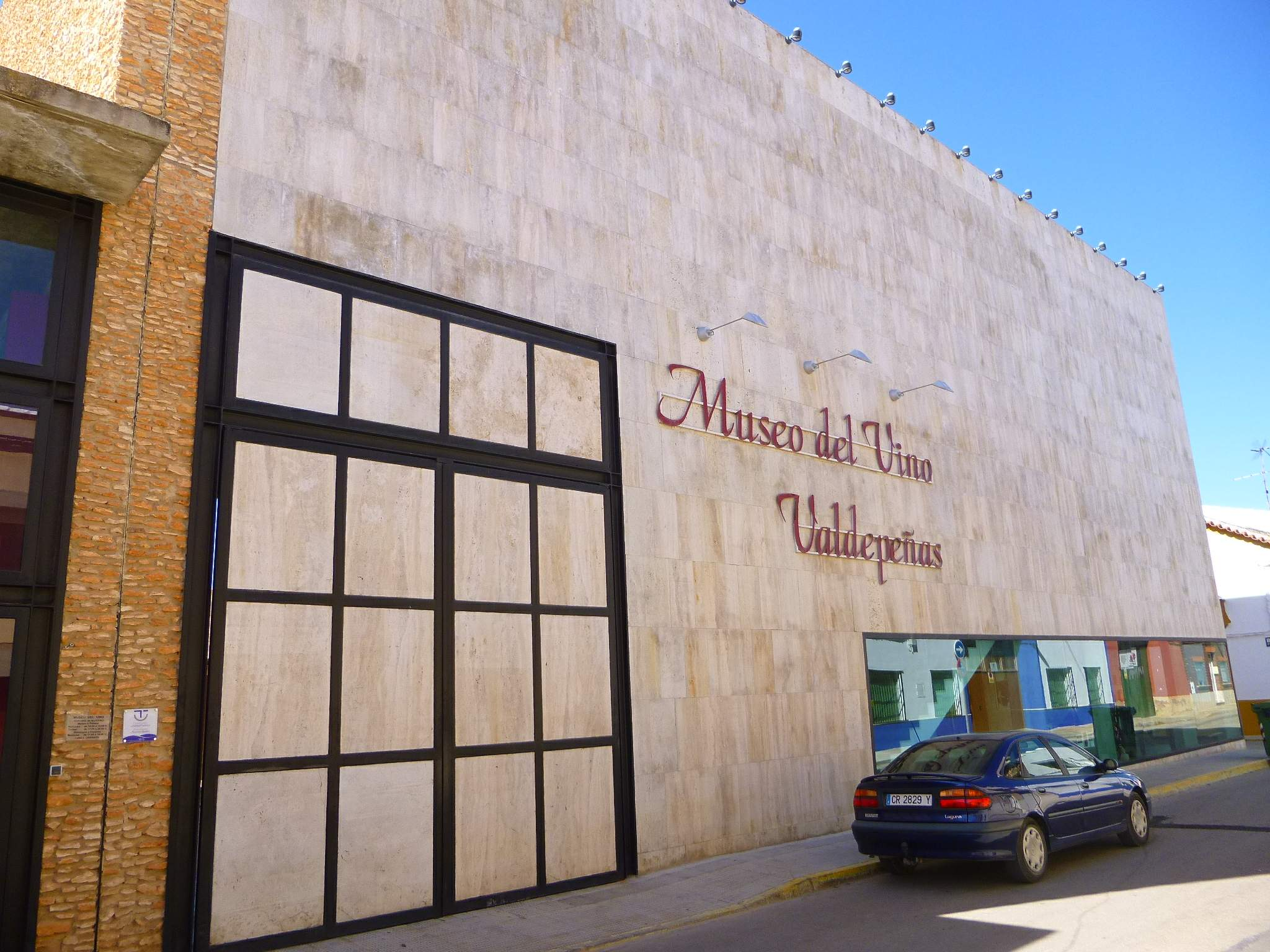
Weinmuseum

In und um Valdepeñas werden hauptsächlich Wein und Oliven angebaut. Der örtliche Wein hat seine eigene kontrollierte Herkunftsbezeichnung Valdepeñas. Sie wird von der Asociación Interprofesional de la D.O. Valdepeñas gehütet. Die Weine werden in alle Welt exportiert.
Auch die Schafzucht in der Region und die Herstellung des Manchego-Käse sind von wirtschaftlicher Bedeutung. Ein Gremium in der Stadt, der Consejo Regulador del Queso Manchego, reguliert dieses Geschäft.

### Industrie und Gewerbe
In Valdepeñas gibt es eine Fabrik zur Produktion und Herstellung elektronischer Spitzentechnik, die Planta de Producción e Investigación de Sistemas de Alta Tecnología Electrónica. Mehrere Gewerbegebiete beherbergen Betriebe unterschiedlicher Branchen:
- Polígono del Vino
- Polígono Empresarial Entrecaminos
- Polígono de Cachiporro
- Polígono Nª Sra. de la Paz

Das Centro Logístico de Transporte Pesado bietet Park- und Rastmöglichkeiten für schwere Lastwagen.

### Verkehr

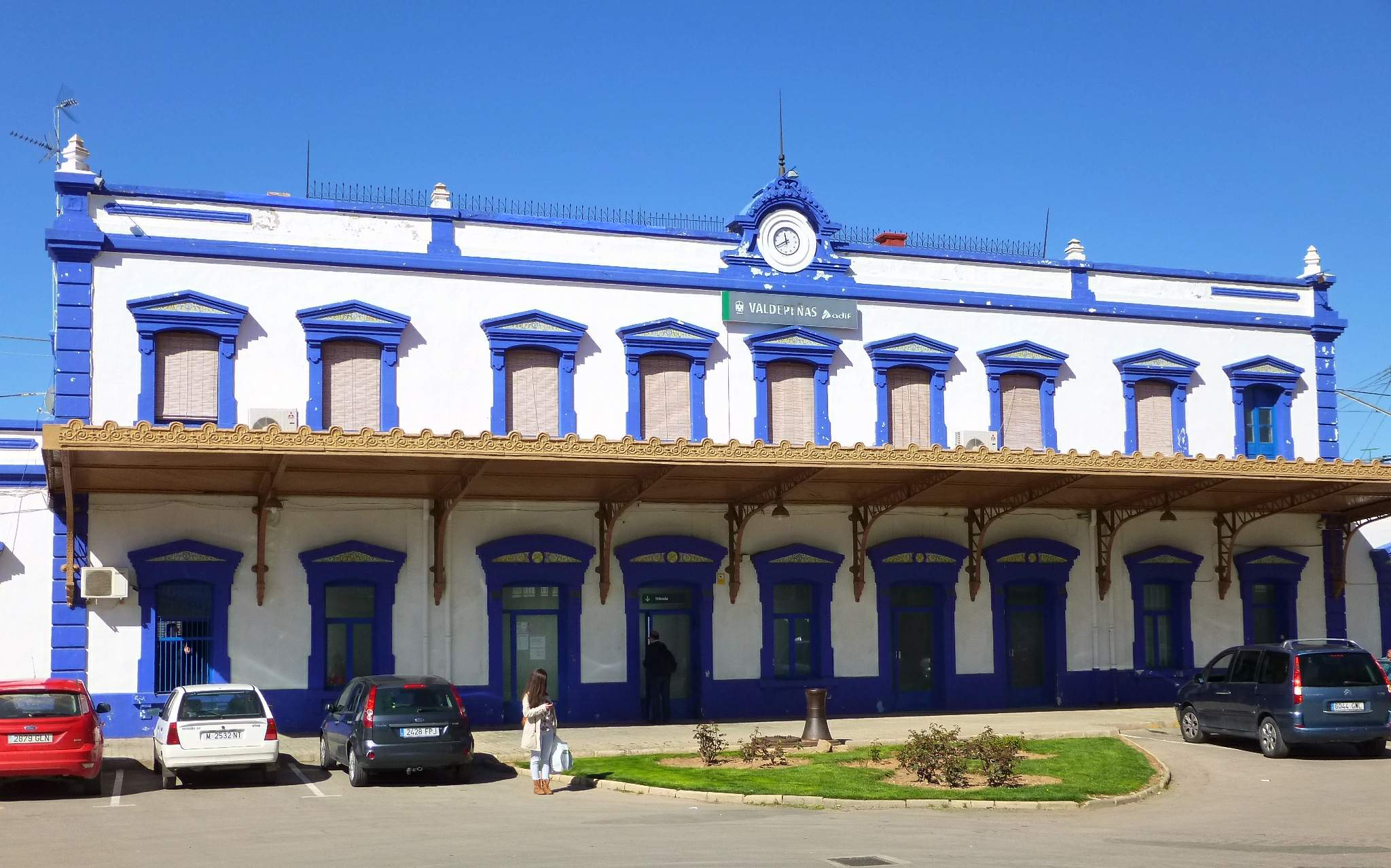
Bahnhof

Der Bahnhof liegt an der Strecke Madrid – Cádiz. Die Autobahn A-4 Autovía del Sur läuft durch das Stadtgebiet. Die Autobahn CM-45 Autovía del IV Centenario ist in Bau.

### Tourismus
Valdepeñas liegt an der Ruta del Quijote. Der Tren del Vino (Wein-Zug) bietet Übernachtung und Gastronomie.

## Geschichte

### Vorgeschichte
Im Gemeindegebiet liegen etliche prähistorische Fundstätten, beispielsweise bronzezeitliche Überreste von Beobachtungstürmen und -Plattformen auf den umgebenden Anhöhen. Sie werden der sogenannten Motilla-Kultur zugerechnet, einer bronzezeitlichen Kultur auf der iberischen Halbinsel zwischen dem 20. und dem 13. vorchristlichen Jahrhundert. Fernando Vasco Merlo ordnete sie in seiner Monographie Historia de Valdepeñas irrtümlich der Castrokultur zu. Sie sind jedoch viel älter und etwa zeitgleich mit der El-Argar-Kultur entstanden.

### Antike

#### Iberische Zeit

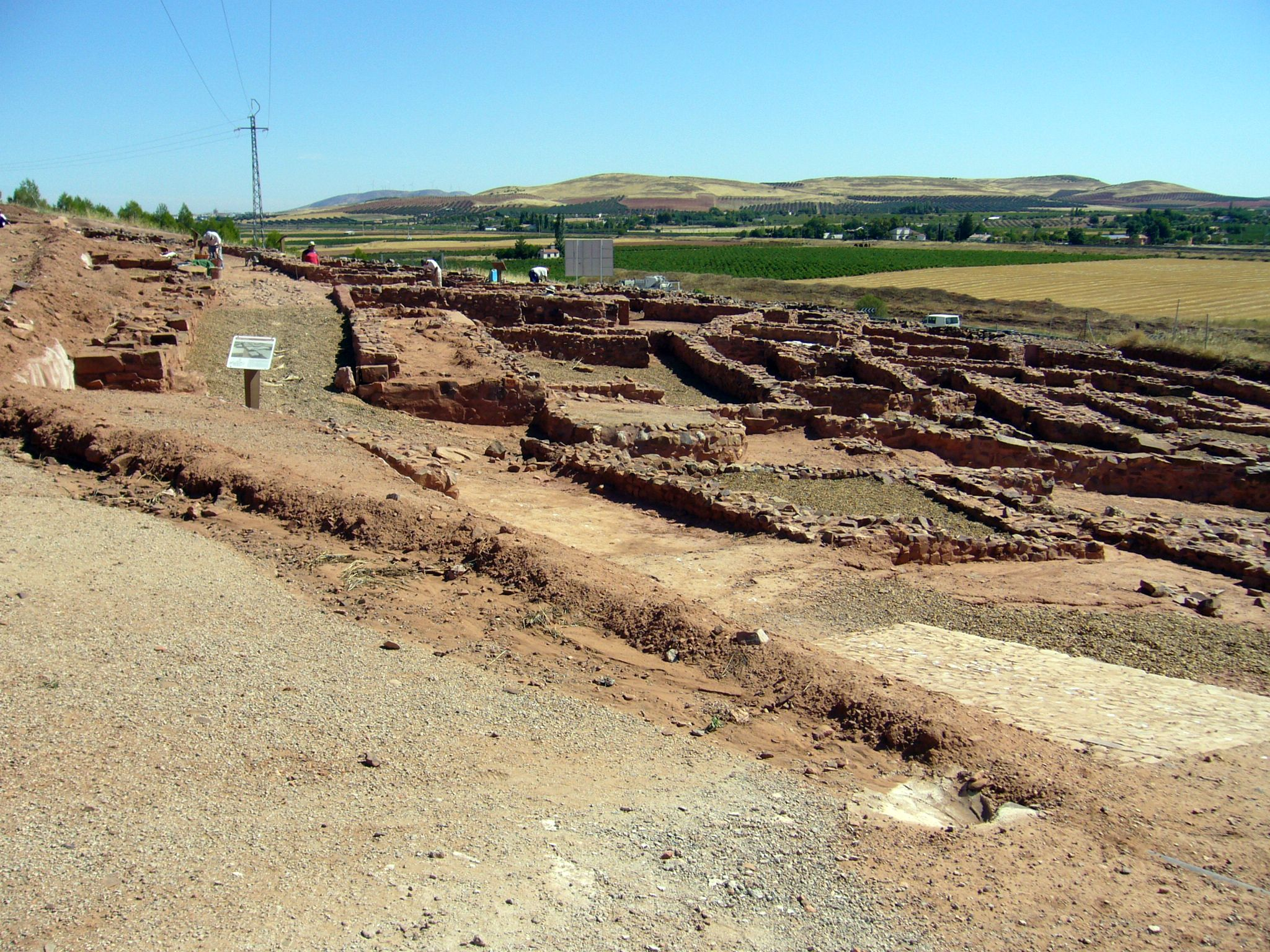
Iberische Siedlungsstätte Cerro de las Cabezas

Ein bemerkenswertes Relikt aus jener Epoche sind die Ruinen des iberischen Oppidums Cerro de las Cabezas. Es gehört zur iberischen Oretania-Kultur, deren Siedlungsgebiet die südliche Mancha und das nördliche Andalusien umfasste.

#### Römische und westgotische Zeit
Im 16. Jahrhundert fand man dort, wo das Trinitarier-Kloster erbaut wurde, römische Münzen, Grabsteine und die Fundamente einer römischen Villa. Diese blieb auch in der Westgotenzeit noch erhalten.

### Mittelalter

#### Islamische Periode
Während der islamischen Zeit gehörte die Region zur Taifa von Toledo. Aus jener Zeit sind Mauerreste einer Befestigung erhalten, die in die Mauern der Kirche Nuestra Señora de la Asunción einbezogen wurden. Auf der Südseite sind die Markierungen einer Sonnenuhr und verschiedene Inschriften in arabischer Sprache erhalten. Laut Fernando Vasco Merlo gab es an der Nordfassade an der Puerta Umbría zwei Grabsteine mit einer arabischen Inschrift. Der Anfang der längeren Inschrift auf dem ersten habe gelautet: „Im Namen Gottes, des barmherzigen Gottes. Großer Gott. Prächtiger Gott, der Reichtum, aber auch Armut erweisen kann. Großer, vollkommener, einziger Gott. ...“ Auf dem zweiten seien nur drei Worte leserlich gewesen: „Vereint, gemeinsam, werden wir sterben.“
Laut mündlicher Überlieferung erlaubte eine Bulle des Kalifats den Bewohnern, Wein anzubauen, was Moslems im Allgemeinen nicht gestattet ist.

#### Reconquista und der Orden von Calatrava

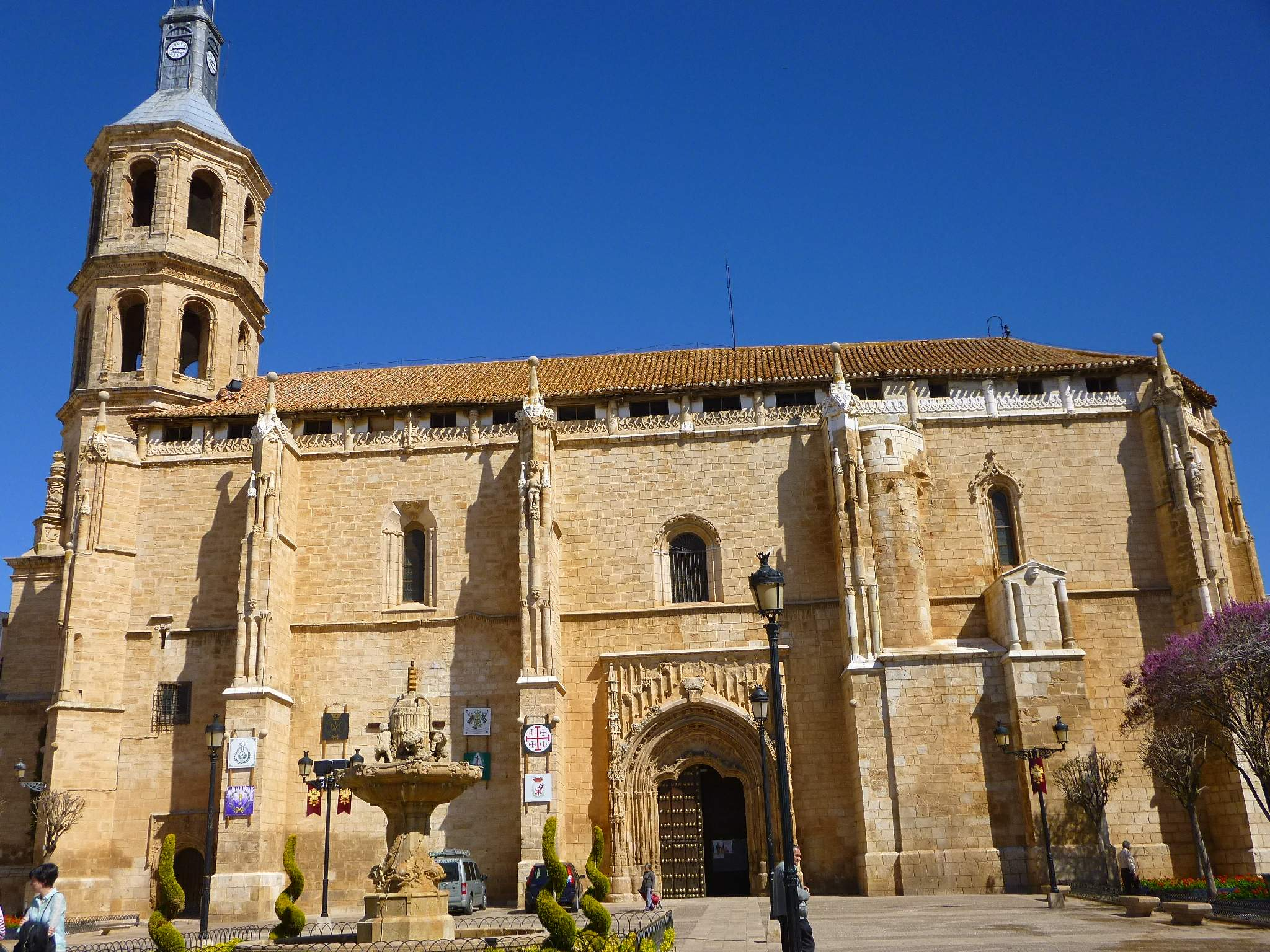
Pfarrkirche Nuestra Señora de la Asunción

Im Bereich, der heute hinter der alten Befestigung und der Kirche Nuestra Señora de la Asunción liegt, entstand der Ort Valdepeñas. Er wurde gegründet kraft eines Erlasses der Königin Berenguela von Kastilien nach der Schlacht bei Las Navas de Tolosa im Jahr 1212.
Die erste schriftliche Quelle, die diese neue Siedlung erwähnt, stammt von 1243. Sie findet sich in den Archiven des Ordens von Calatrava. Seit dieser Zeit befand sich Valdepeñas im Besitz des Ordens. Der neue Ort gruppierte die Bevölkerung aus verstreuten umliegenden Siedlungen an einer Stelle. Deren Namen, Aberturas, Corral Rubio de Jabalón, Santa María de las Flores und Castilnuevo, sind in alten Lokalnamen erhalten. Die Siedler kamen aus den Königreichen Kastilien und Aragón sowie aus dem León, in der Mehrzahl aus dessen galicischem Teil. Sie pflegten den Weinanbau, der die muslimische Zeit überdauert hatte, und erweiterten ihn. Der Ort lag an der Grenze zweier großer Militärorden, des Ordens von Calatrava und des Ordens von Santiago. Noch heute folgen die Grenzen der Comarcas Campo de Calatrava und Campo de Montiel den alten Gebietsgrenzen.
Aus dieser Zeit und den folgenden Jahrhunderten stammt die Kirche Nuestra Señora de la Asunción. Sie entstand vermutlich als Wehrkirche des Ordens von Calatrava im 12. – 13. Jahrhundert.
In dieser mittelalterlichen Zeit existierte eine jüdische Gemeinde. Es gab zwei Synagogen. Beide wurden später zu christlichen Kirchen umgewidmet. Die eine beherbergt heute das städtische Auditorium Francisco Nieva. Die andere wurde zur Parroquia del Cristo. Der heutige Standort dieser Pfarrkirche befindet sich weiter vorn.
Im Laufe des Wachstums wurden die Straßen von Valdepeñas neu ausgerichtet. Heute laufen sie um die alte Festung im Zentrum der Stadt zusammen. Daher entspricht sie nicht mehr dem mittelalterlichen Stadtbild mit schmalen, ungerichteten Gassen.
Die letzten Mauren verließen Valdepeñas im 16. Jahrhundert aufgrund eines Vertreibungsdekrets.

### Frühe Neuzeit

#### Die Katholischen Könige
Laut Fernando Vasco Merlo nahmen die Katholischen Könige im Februar 1488 Quartier in der Stadt, um die Eroberung von Granada vorzubereiten. Während des Feldzugs ließen sie ihre Kinder dort in der Obhut der Hausbesitzerin. Deren Sohn, Alfonso de Merlo, führte einen Trupp von 200 Mann in die Schlacht, wofür ihn das Königspaar zum Ritter schlug. Einige seiner Nachkommen wanderten nach Amerika aus und errangen bedeutende Stellungen in Chile und Peru. Der Überlieferung zufolge gebar die Königin Isabella auf einer ihrer Reisen in den Süden Spaniens ein Kind, das nicht überlebte und in der Kirche Nuestra Señora de la Asunción beigesetzt wurde. Das Wappen der Katholischen Könige ist über dem Hauptportal der Kirche zu sehen, allerdings in schlechtem Erhaltungszustand.

#### 16. und 17. Jahrhundert

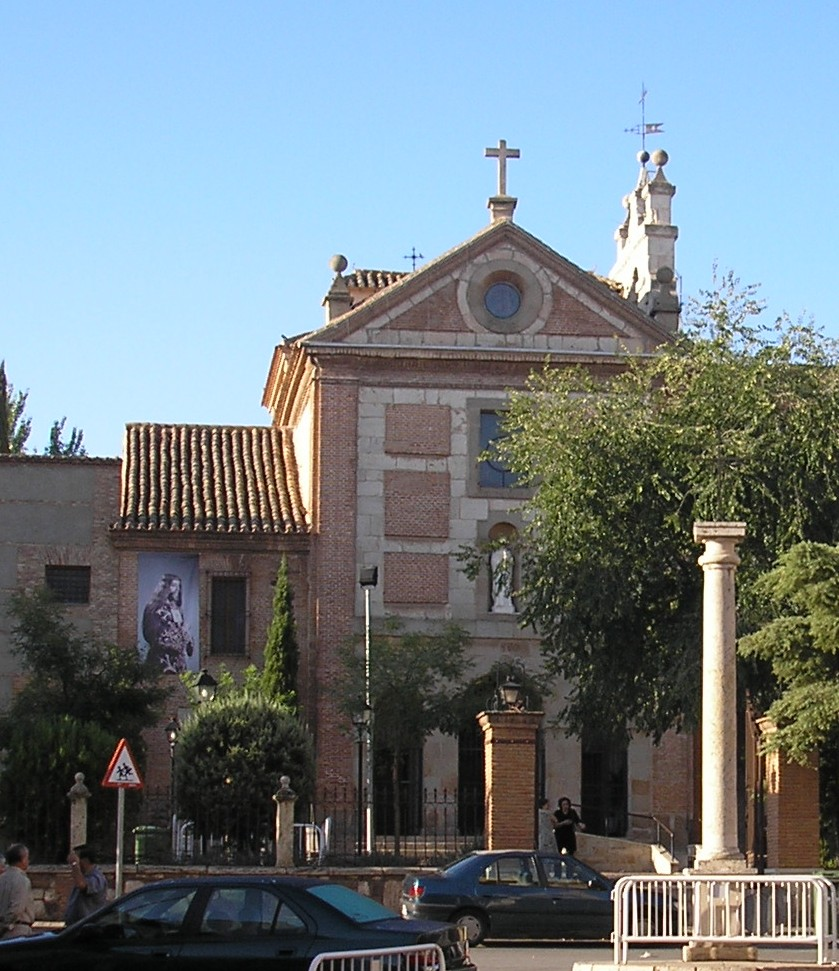
Konvent der Padres Trinitarios, 16. Jahrhundert

Im 16. Jahrhundert entstanden einige Sakralbauten, unter ihnen der Convento de los Trinitarios, und ebenso eine Reihe von Herrenhäusern.
Ab der Herrschaft von Ferdinand dem Katholischen förderte das spanische Königshaus mit Nachdruck die militärischen Orden. Kraft einer Bulle vom Mai 1523 stellte Papst Hadrian VI. die Orden unter die Hoheit des Königs von Kastilien und León. Damit verbunden war die Gerichtsbarkeit über zwei Städte, eine davon Valdepeñas, sowie zweihundert Dörfer und mehrere Hundert Kleindörfer und Weiler, die über ein großes Gebiet verstreut lagen.

#### Die Marqueses von Santa Cruz
Um die Geldnot der Staatskasse zu lindern, verkaufte König Philipp II. im April 1575 die Stadt Valdepeñas an Álvaro de Bazán, den ersten Marques von Santa Cruz de Mudela, für 240.000 Dukaten. Damit stand Valdepeñas nicht mehr unter der Oberhoheit des Ordens von Calatrava.
Dank der Kultivierung des Weinbaus durch die Marqueses gelangte der Wein von Valdepeñas zu hohem Ansehen am habsburgisch-spanischen Königshof. Besonders begehrt wurde ein Roséwein namens Aloque. Laut Antonio Brotons verfügte Karl III., dass den Handwerkern, die die Puerta de Alcalá und die Puerta de Toledo in Madrid bauten, ihr Kontingent an Valdepeñas-Wein erhöht werden sollte.
Anfang des 18. Jahrhunderts, mit dem siebten Marques von Santa Cruz, vereinigte sich die Adelsfamilie der Bazán mit der Familie Silva zur Linie Silva-Bazán. Anstelle des vormaligen Kommandantenhauses an der Einmündung der Calle de la Virgen in die Plaza des España wurde ein elegantes Barockpalais erbaut. Von letzterem blieb nichts erhalten, da es durch das Erdbeben von Lissabon 1755 völlig zerstört wurde. In den Sälen im französischen Stil fanden neben Festen und Banketten auch Theateraufführungen und Versammlungen von Intellektuellen und Literaten statt. So wurde Valdepeñas statt Santa Cruz zum eigentlichen Sitz der Marqueses, und zum Anziehungspunkt für das spanische Königshaus und den Hochadel.

### Jüngere Geschichte

#### 19. Jahrhundert

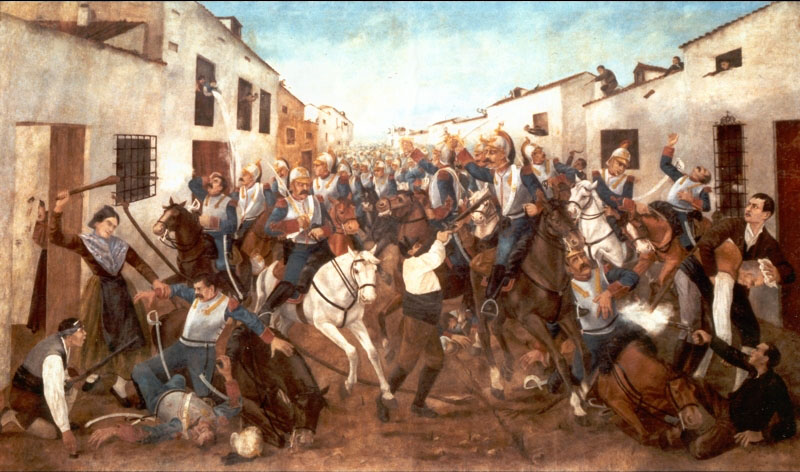
Contienda de Valdepeñas von 1808, Gemälde eines unbekannten Künstlers aus Valencia

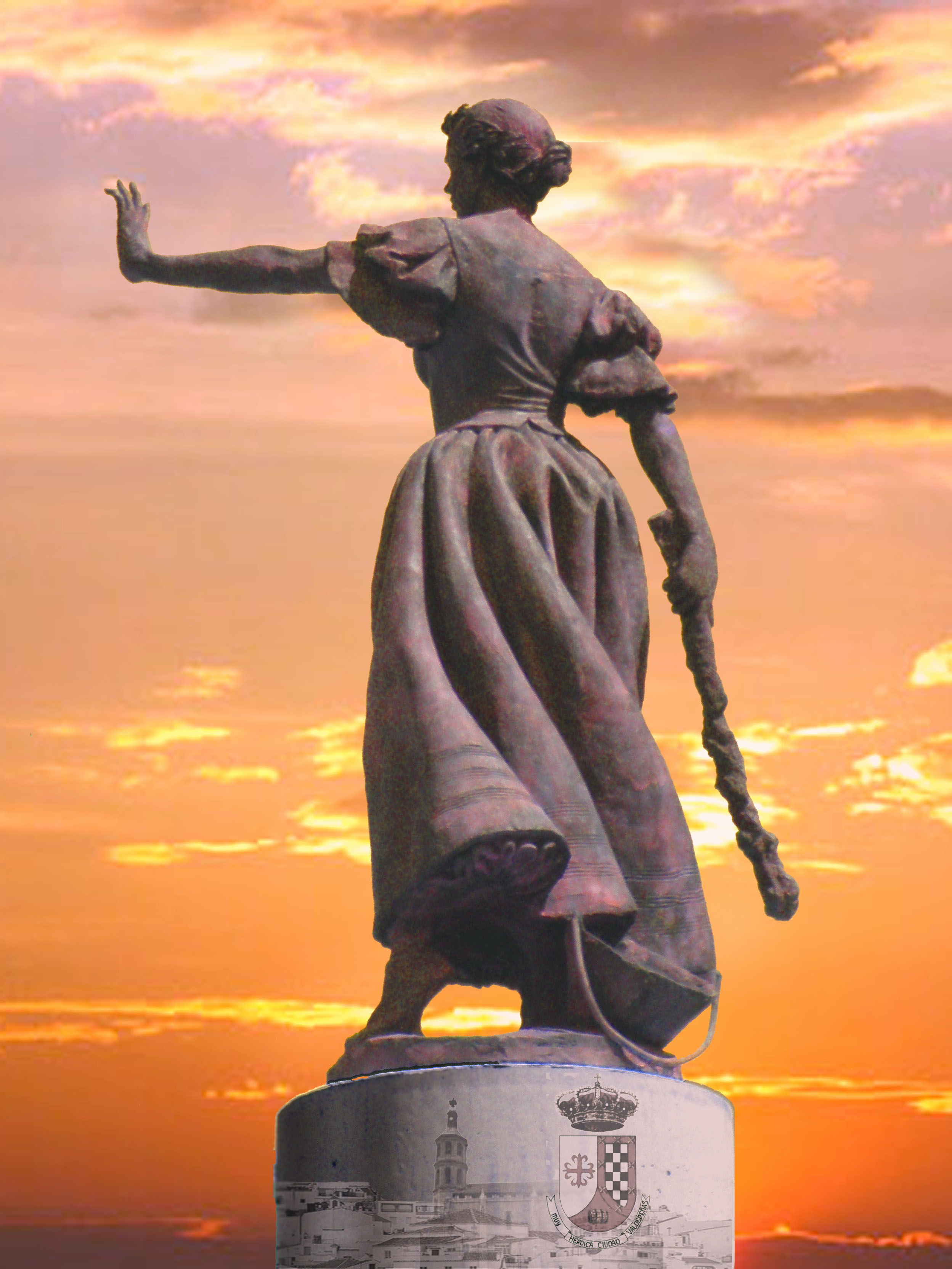
Statue von Juana Galán, La Galana

Während der napoleonischen Kriege kam es am 6. Juni 1808 zum Kampf von Valdepeñas (Contienda de Valdepeñas): Eine französische Truppe von 500 Mann forderte raschen Durchzug durch den Ort. Bürger von Valdepeñas errichteten stattdessen Barrikaden und beschossen die französische Truppe mit Granaten. Diese erlitten hohe Verluste und setzten ihrerseits die umliegenden Häuser in Brand. Angesichts der Gefahr, dass der gesamte Ort zerstört würde, gab die Ortsbehörde den Franzosen den Weg frei unter der Voraussetzung, dass sie nur am Ortsrand und nicht im Innern lagerten. Der französische Anführer, General Louis Liger-Belair, verzichtete jedoch am nächsten Tag auf den Weitermarsch, da es seiner Truppe an Munition mangelte. Die Franzosen zogen sich nach Manzaneres zurück. Als Helden in diesem Kampf werden auf spanischer Seite unter anderem Francisco Abad Moreno, genannt Chaleco, und Juana Galán, genannt La Galana, angesehen.
Später im 19. Jahrhundert wurde auch Valdepeñas, wie der Rest Spaniens, von Bürgerkriegen erschüttert. In den Karlistenkriegen sah sich der Ort in Scharmützel zwischen den Parteien und in Guerilla-Aktionen verstrickt. Infolge der neuen territorialen Aufteilung Spaniens im Jahr 1833 verschwand die Provinz La Mancha, und Valdepeñas wurde in die neue Provinz Ciudad Real eingegliedert. Zahlreiche Herrenhäuser sowie Besitztümer von religiösen Orden und Militärs gingen in andere Hände über und verloren an Wert.
Ende des 19. und Anfang des 20. Jahrhunderts wurde Valdepeñas an die Eisenbahn, das Stromnetz und die Wasserversorgung angeschlossen. Der Ort erlebte ein starkes Wachstum und wurde zu einem der größten in der Provinz. Die Einwohnerzahl verdoppelte sich. Es entstanden prunkvolle Bürgerhäuser und Villen. Einige Häuser in der Nähe des Bahnhofs bekamen einen eigenen Gleisanschluss, damit die Bahn dort Wein be- und entladen konnte. 1895 ernannte Königin Cristina Valdepeñas zur Stadt.
1897 erlitt Valdepeñas eine Überschwemmung in der Nähe des Baches La Veguilla, der die Stadt von Ost nach West durchquert. Ihr fielen mehrere Gewölbekeller zum Opfer.

#### 20. Jahrhundert

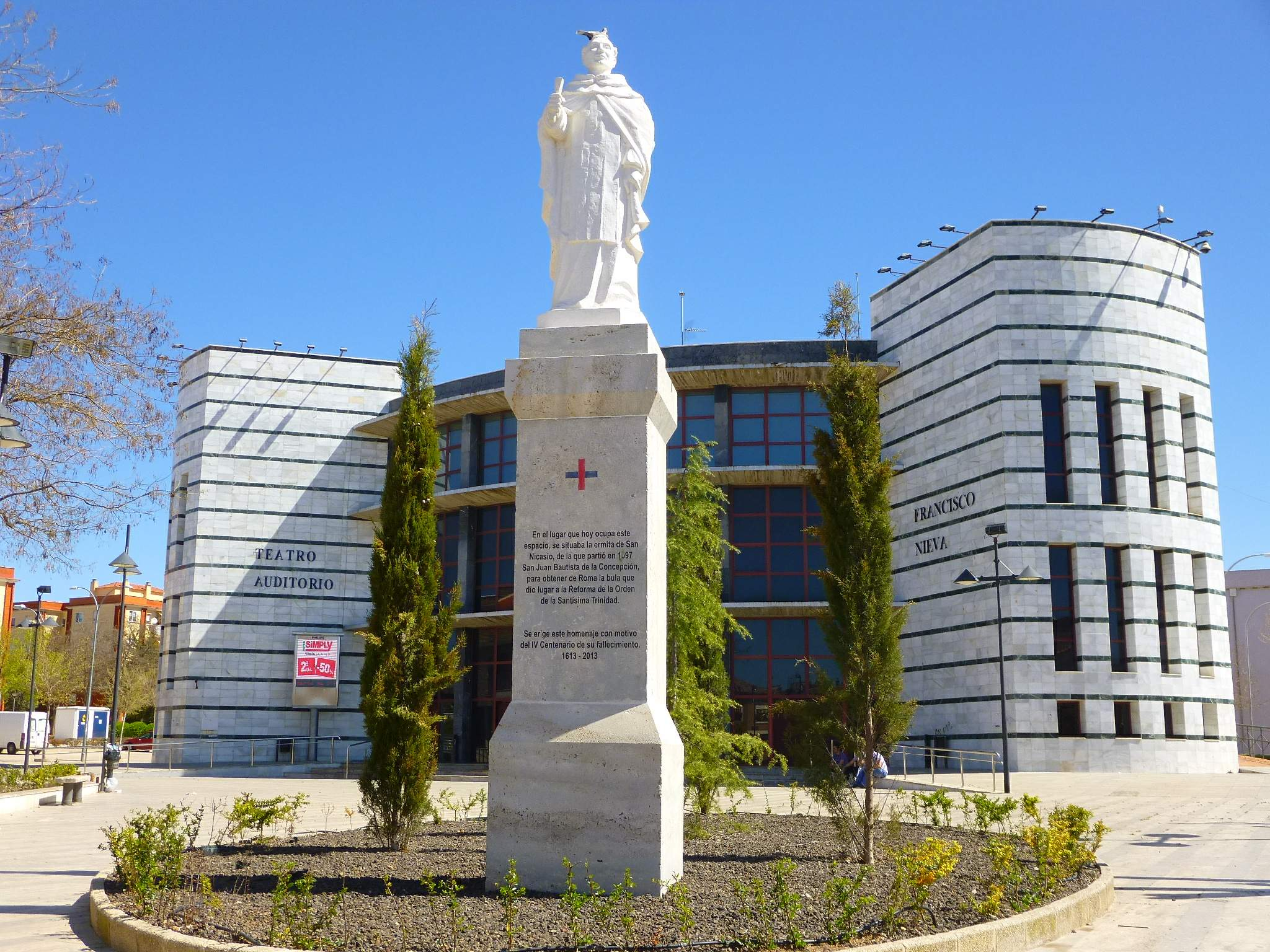
Das Teatro-Auditorio Francisco Nieva, 1995 eingeweiht. Vorne ein Denkmal für San Juan Bautista de la Concepción.

Der spanische Bürgerkrieg setzte dem Boom ein Ende. Danach hielt die Stadt, abhängig von der Landwirtschaft und dem traditionellen familiären Weinbau, nicht mit der allgemeinen industriellen Entwicklung mit. Sie erlitt bis in die 1970er Jahre einen Bevölkerungsschwund, weil Bewohner Arbeit in den industriellen Zentren suchten.
1964 wurde das Denkmal Ángel de la Paz (Friedensengel) zu Ehren des Ejército de Tierra errichtet. Durch ein Attentat der marxistisch-leninistischen FRAP wurde es 1976 weitgehend zerstört.
1979 erlitt Valdepeñas erneut eine große Überschwemmung durch Hochwasser des Baches La Veguilla. Zwei Stadtviertel wurden zerstört, mehr als 20 Menschen kamen ums Leben.
In den 1980er Jahren erlebte Valdepeñas eine grundlegende Umstellung des Weinanbaus. Von den mehr als 600 traditionellen Weingütern wurden viele geschlossen. Es entstanden große Weingüter, die modernste Technik in der Weinherstellung und andere Vermarktungs-Methoden einsetzten. Der Wein, der traditionell die Tavernen von Madrid versorgte, geht seitdem auch an den internationalen Export. Verschiedene in der Region neue Rebsorten werden seitdem angebaut.

#### 21. Jahrhundert
Seit Beginn des 21. Jahrhunderts wuchs die Bevölkerungszahl stärker denn ja. Große neue Wohnviertel breiteten sich im Umland aus. Eine Reihe von Baumaßnahmen diente dazu, die Stadt zu modernisieren:
- Der sogenannte Canal, die Straße Avenida 1.º de Julio, wurde erneuert, mit einem Gehweg in der Mitte der Allee, Asphaltierung, neuen Kreisverkehren und neuen Parkplätzen.
- Die Kinderparks Parque Amapola und Parque del Sur sowie der Waldpark Cerro de San Cristóbal wurden eingerichtet.
- Der Business-Park von Valdepeñas wurde ab 2009 erbaut, mit dem Ziel, Arbeitsplätze für die Bevölkerung zu schaffen.
- 2010 wurde die neue Kläranlage in der Nähe am Stausee Embalse de la Cabezuela mit einer verbesserten Abwasserbehandlung mit einer Kapazität von 120 Millionen Liter Wasser eingeweiht.
- Im selben Jahr wurde das neue nationale Polizeirevier in Anwesenheit des damaligen Innenministers Alfredo Pérez Rubalcaba eingeweiht.

## Kultur

### Historische Bauwerke

#### Cerro de las Cabezas
Die iberische Stadt Cerro de las Cabezas erstreckt ihre Mauern von der Anhöhe des Hügels bis hinunter ins Tal des Río Jabalón. Drei Mauerringe unterteilen die Siedlung in die oben gelegene Akropolis, in die innere Siedlung und die äußere Siedlung. Die Gesamtfläche beträgt 14 hA.
Sie liegt auf Gemeindegebiet und ist über Ausfahrt Nr. 208 der Autobahn Madrid – Cádiz erreichbar.
Die Ausgrabungen förderten bisher nur einen kleinen Teil der iberischen Stadt zutage. Bisher freigelegte Teile zeigen die Urbanität der Siedlung. Zutage gefördert wurden Reste von Lagerhäusern, Wohn- und sakrale Gebäuden, Türmen und Mauern. Ein Besucherzentrum bietet audiovisuelle Vorführungen, Modelle, architektonische Rekonstruktionen und Informationen zur iberischen Kultur.

#### Architektur des 19. Jahrhunderts

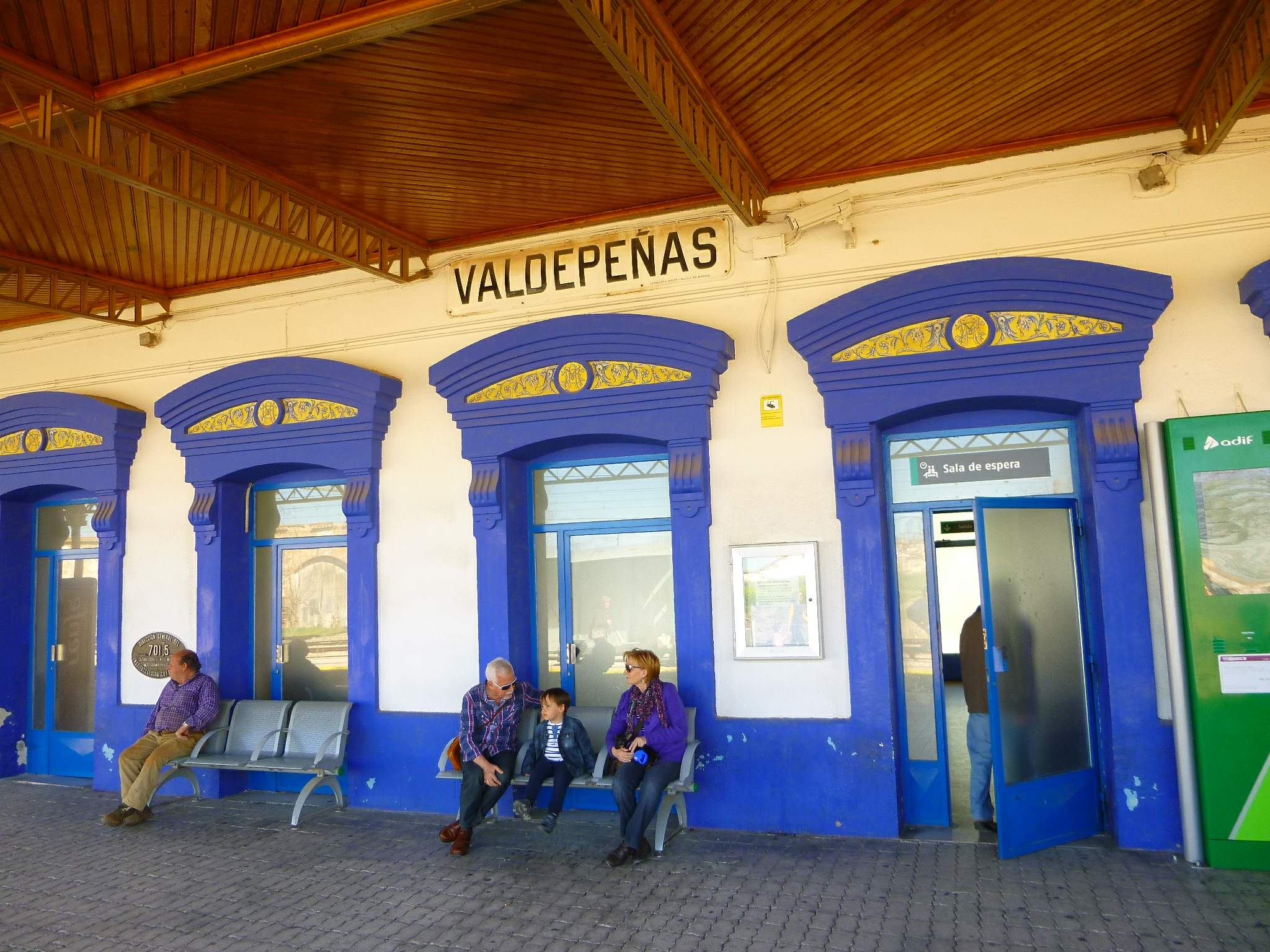
Bahnhof
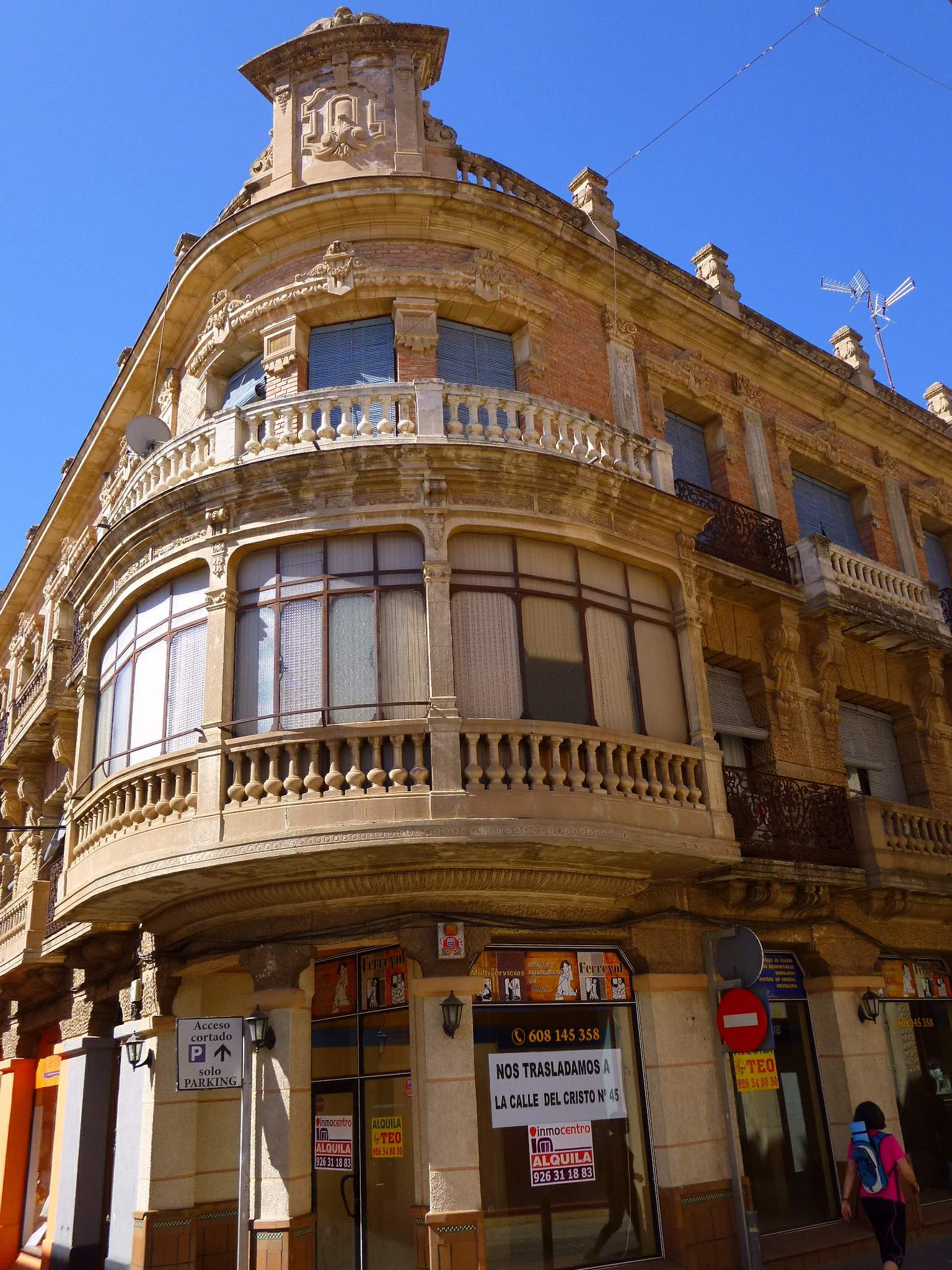
Casa Ruiz Poveda
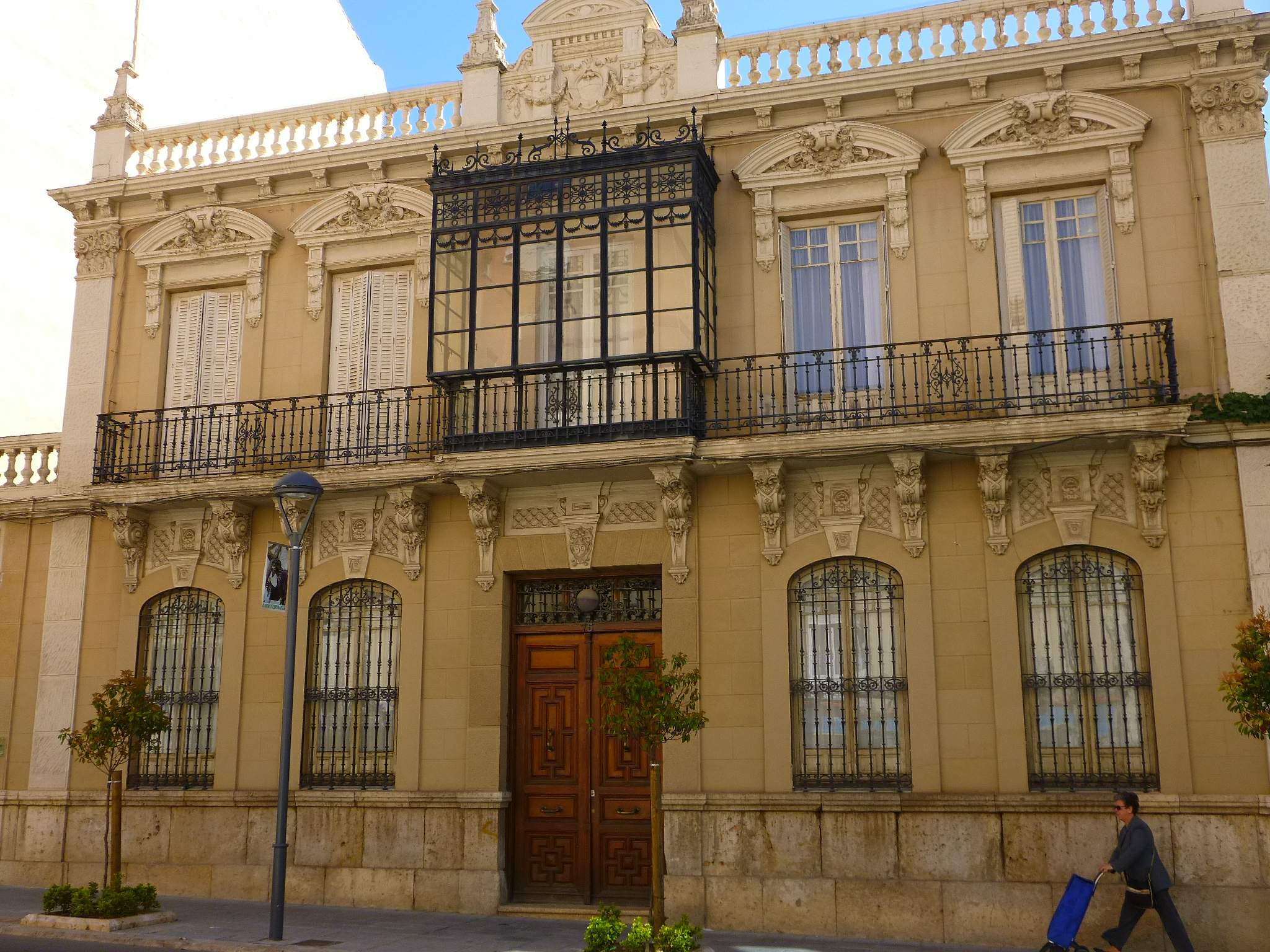
Casa de los Cruz

Mit dem Boom Ende des 19. Jahrhunderts entstand eine Reihe von Bauten des spanischen Modernismus, resultierend aus dem Bedürfnis des gehobenen Bürgertums nach Palazzo-ähnlichen Privathäusern und öffentlichen Gebäuden:
- Der Bahnhof spiegelt er wirtschaftlichen Aufschwung der Weinindustrie Ende des 19. und Anfang des 20. Jahrhunderts wider. Sein zentrales Gebäude ist zwei Stockwerke hoch. Auf den Plattformen befinden sich eiserne Veranden, die von Eisenstützen getragen werden. An der Fassade befinden sich laminierte Eisenkonsolen.[21]
- Nach dem Bau des Bahnhofs wurde der Paseo de la Estación zu einer zentralen Straße der Stadt. 1912 wurde dort der Pavillon gebaut, in dem jeden Sonntag die Stadtkapelle Musik spielte: der Templete de la Música. Es besteht aus vier gusseisernen Säulen, die durch Metallbögen miteinander verbunden sind. Das Dach ist trapezförmig und innen mit Holz verkleidet.[22]
- Das Casino La Confianza wurde 1913 eröffnet. Die Dekoration basiert hauptsächlich auf Naturformen: Blumenornamente, Kurven, asymmetrische Linien finden nicht nur in der Architektur, sondern auch in anderen Elementen wie den Fenstern und den Schmiedeeisen Anwendung. Vom ursprünglichen Bau wurden die Fassade, der Innenhof mit Säulen und das Zugangstreppenhaus mit seiner schmiedeeisernen Balustrade mit Blumenmotiven und seinem Buntglasfenster restauriert. Die Galerie des ersten Gebäudeteils und das Oberlicht im Eingang und der Haupthalle blieben ebenfalls erhalten. Heute dient das Casino als Kulturzentrum.[23]
- Die Casa de los Izarra in der Calle Seis de Junio ist ein Doppelgebäude, dessen einer Teil aus Stein und dessen anderer aus Ziegeln gemauert ist. Der Ziegelbau erinnert an die Mudéjar-Tradition. Es hat zwei Erker aus Eisen und Glas, die mit eisernen Pflanzenmotiven verziert sind. Ein Glasdach überdeckt den Innenhof. Auf ihm steht ein Türmchen mit ähnlichen Verzierungen wie an den Erkern.[24]
- Die Casa de los Castellanos wurde 1893–1894 erbaut und diente ursprünglich als Haus der Familie Castellanos. Heutzutage beherbergt es ein Trainingszentrum. Ab den 1950er Jahren durchlief es eine Reihe von Besitz- und Nutzungswechseln. Im Jahr 1987 wurde es als Sitz der nationalen Polizei genutzt, bis es 2010 seine heutige Bestimmung erhielt. Umfangreiche Renovierungsarbeiten förderten die alten Stuckarbeiten des Innenhofes und der Zugangstreppen zutage. Auch die Lage der alten Kapelle des Christus von Burgos, die eine zentrale Rolle im häuslichen Leben spielte, konnte ermittelt werden.[25]
- Bei der Casa Ruiz-Poveda an der Ecke Calle Real-Pintor – Calle Mendoza sind der geschlossene Balkon im ersten Obergeschoss und der offene im zweiten Obergeschoss bemerkenswert. Das Erdgeschoss mit seinen Arkaden entlang ist für Läden bestimmt.[26]
- Die Casa de los Cruz in der Calle Seis de Junio 75 ist beispielgebend für die Architektur um die Jahrhundertwende zum 20. Jahrhundert, während des Aufschwungs im Weinbau. Das Haus besteht aus zwei Gebäudeteilen mit Steinsockel im ersten Teil. Im oberen Teil befindet sich ein Balkon, der von verzierten Stützen getragen wird, die mit Rollos verziert sind. Hervorzuheben sind die geschwungenen Giebel.[27]

#### Kirchen

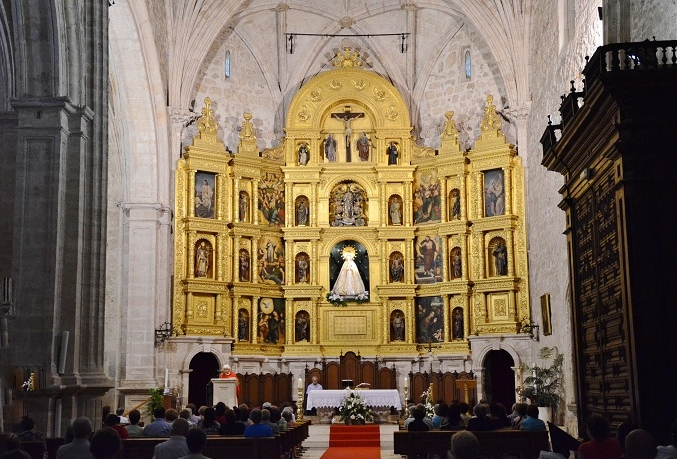
Altar der Kirche Nuestra Señora de la Asunción
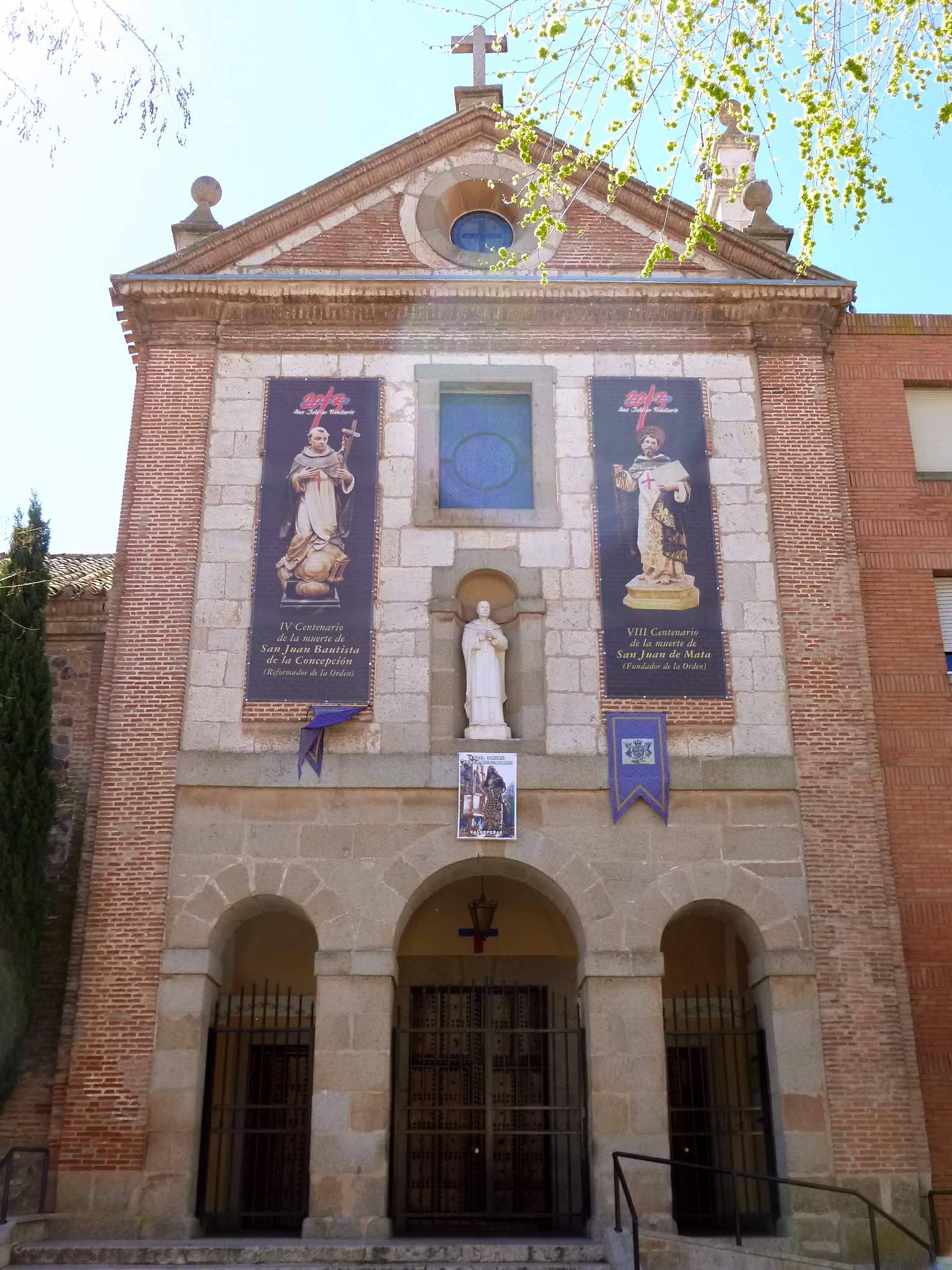
Trinitarierkirche
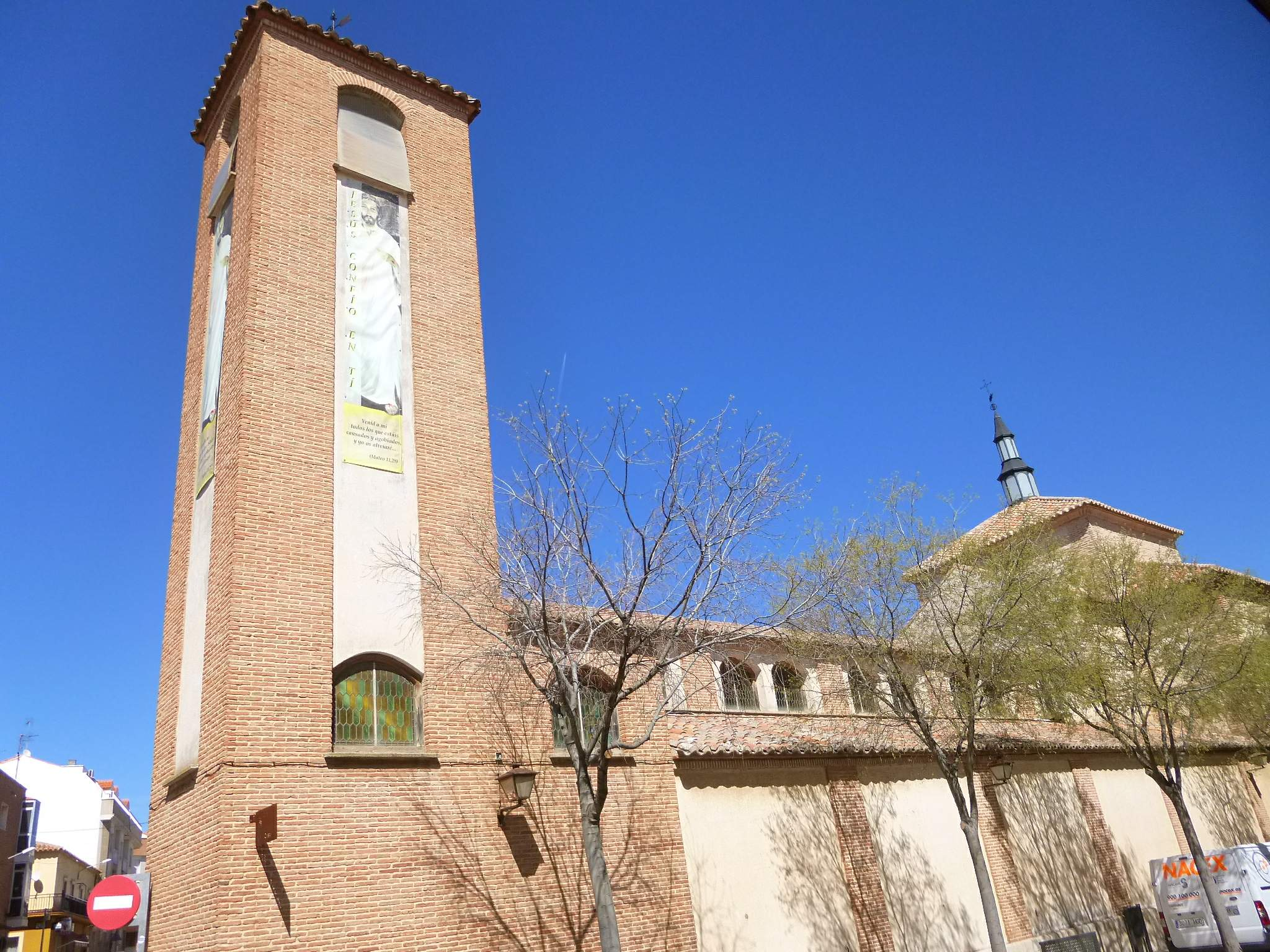
Iglesia del Santo Cristo

- Nuestra Señora de la Asunción. An der Plaza de España gelegen, bildet sie das Zentrum, aus dem sich die Stadt entwickelte. Ihr Ursprung liegt vermutlich am Ende des 12. und Anfang des 13. Jahrhunderts. Sie wurde ursprünglich als Wehrkirche als Teil der Burg des Ordens von Calatrava erbaut. Der Bau besteht aus zwei Schiffen, dem Hauptschiff und dem nach San Lorenzo benannten Seitenschiff, sowie eine Kapelle im manieristischen Stil an der Seite. Die Portalfassade mit der Puerta del Sol im elisabethanischen Stil ist der Kirchenpatronin gewidmet. Sie wurde in der zweiten Hälfte des fünfzehnten Jahrhunderts erbaut. Seitlich zum Haupttor befindet sich die Puerta de Catecúmenos. Der Turm stammt aus dem 16. Jahrhundert. Er besteht aus fünf Segmenten und hat eine Gesamthöhe von 36,6 m. Das Altarbild ist eine Kopie des Originals von 1553. Es enthält sechs Tafeln, die einige Quellen der Schule des Malers Hernando Yánez, einem Schüler von Raffael, zuschreiben. Seine italienische Anmutung, sein Klassizismus und die Verwendung des Chiaroscuro sind typisch für die zweite Hälfte des 16. Jahrhunderts. Das Original ging während des Bürgerkriegs verloren.[9]
- Die Ermita de San José ist eine Kapelle aus dem 18. Jahrhundert in der Calle Seis de Junio 30.[28]
- Die Trinitarierkirche (Iglesia de los padres Trinitarios) im Paseo Luis Palacios im barockklassizistischen Stil ist stark von den Einflüssen des madrilenischen Barock geprägt und weist Ähnlichkeiten mit der Iglesia de la Encarnación in Madrid auf.[28]
- Die Ursprünge der Iglesia del Santo Cristo in der Calle Cristo 82 werden auf das Jahr 1611 datiert.[28]
- Die Kapelle Ermita de San Marcos in der Calle Seis de Junio 1 wurde im letzten Drittel des 18. Jahrhunderts erbaut.[28]
- Die Kapelle Ermita Virgen de la Cabeza in der Calle 156 wurde 1698 erbaut.[28]

### Museen

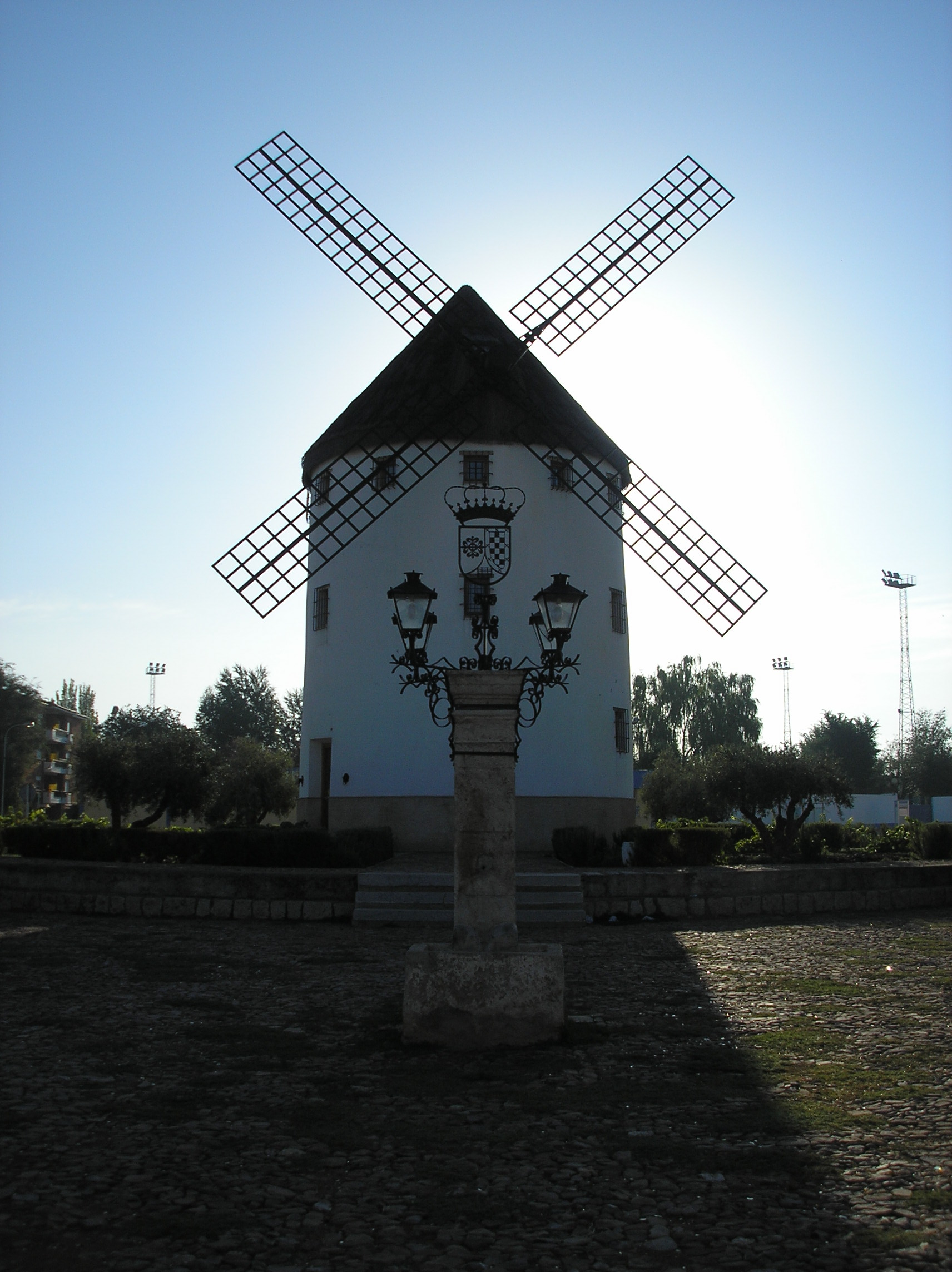
Mühlenmuseum Gregorio Prieto
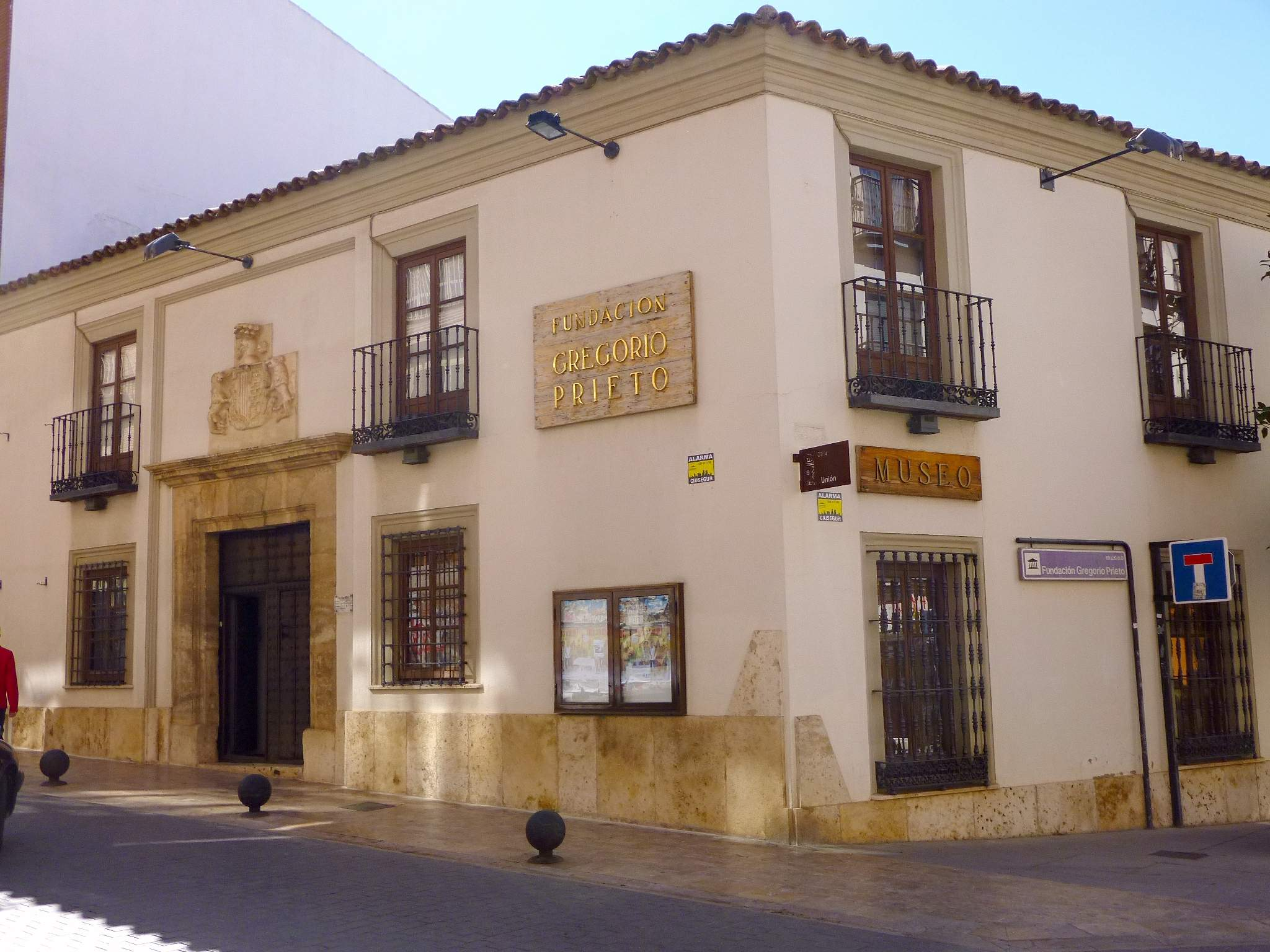
Fundación Gregorio Prieto
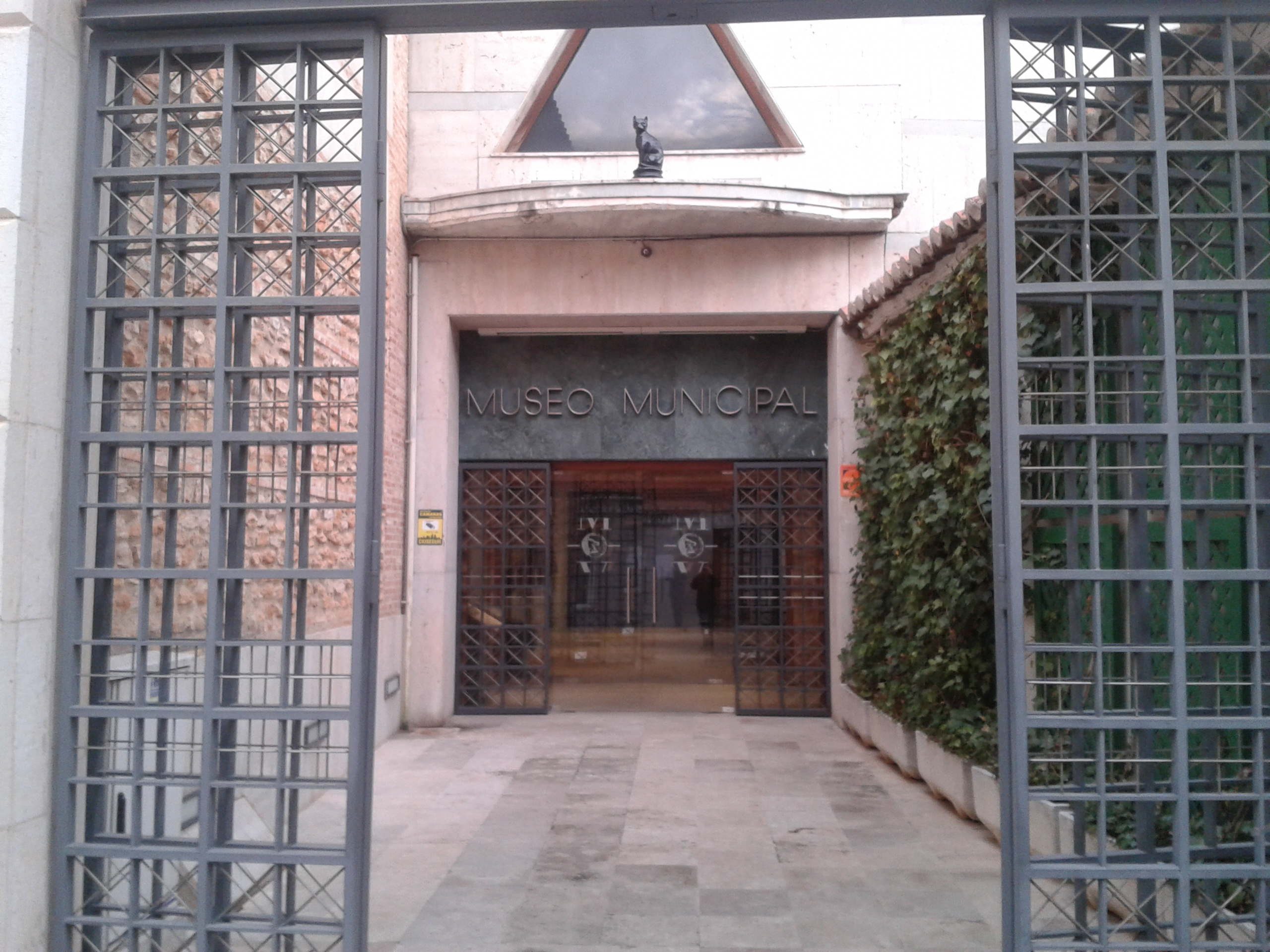
Städtisches Museum
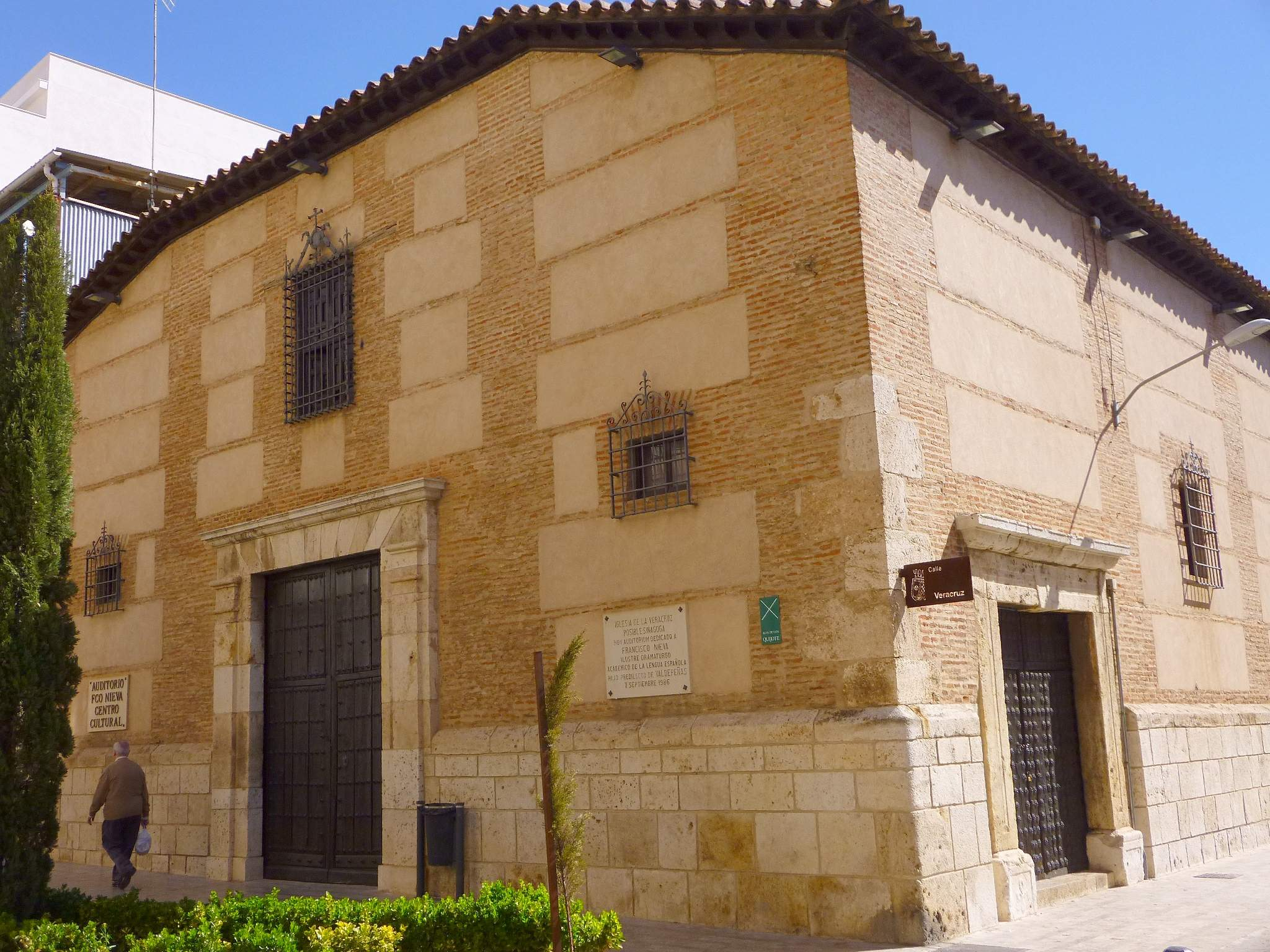
Ehemalige Ermita de la Veracruz, heute Auditorio Inés Ibáñez Braña
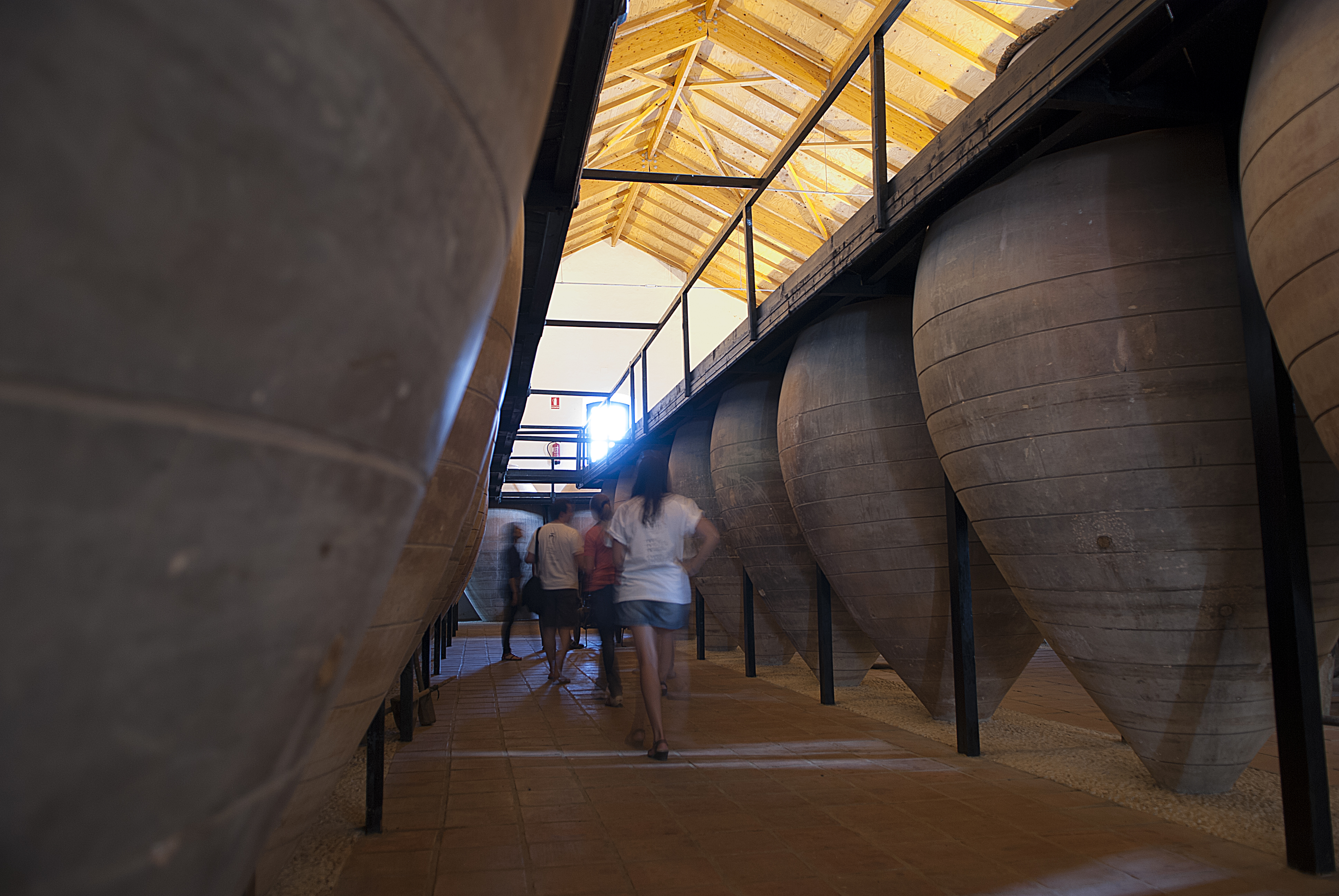
Spanisch-Studenten im Weinmuseum

- Mühlenmuseum. Der Maler Gregorio Prieto wahrte in seinen Bildern die Erinnerung an die typischen Bauwerke der Mancha, die langsam verschwanden, besonders die Windmühlen. Sie waren ein Hauptthema in allen Ausstellungen auf der ganzen Welt, beispielsweise in London, Kopenhagen und New York. In den 1950er Jahren ließ er in Valdepeñas eine große Windmühle[29] als Museum für seine Windmühlen-Bilder bauen.[30]
- Das Museum der Fundación Gregorio Prieto in der Calle Pintor Mendoza 57 befindet sich in einem Haus aus dem 17. Jahrhundert im typischen Stil der Mancha. Die Sammlung umfasst mehr als 3.000 Werke, die meisten davon von Gregorio Prieto. Darüber hinaus zeigt das Museum Werke anderer Maler des 20. Jahrhunderts, beispielsweise Pablo Picasso, Giorgio de Chirico, José Vázquez Díaz, und Francis Bacon. Ferner verfügt es über Sammlungen von Originalzeichnungen von Federico García Lorca und Rafael Alberti sowie kolorierte religiöse Holzschnitzereien aus mehreren Jahrhunderten.[31]
- Das Centro de Interpración del Agua befindet sich in Baños del Peral, 7 km vom Stadtzentrum entfernt. Es ist ein Informationszentrum über den biologischen Kreislauf des Wassers, seine mineralischen und seine medizinischen Eigenschaften. Ein Raum ist der Geschichte des Kurbades von Peral gewidmet.[32]
- Das städtische Museum (Museo municipal) befindet sich im Zentrum der Stadt in der Calle Real 42 in einem Haus aus dem 16. Jahrhundert. Im Erdgeschoss zeigt es Bilder örtlicher Maler wie Óscar García Benedí, Ignacio Crespo Foix und Francisco Nieva sowie archäologische Fundstücke, vornehmlich aus den Ausgrabungen am Cerro de las Cabezas. Im ersten Obergeschoss befindet sich eine Sammlung für zeitgenössische Kunst, die laut Darstellung der Stadt als eine der bedeutendsten in Kastilien-La Mancha gilt. Gezeigt werden Werke von Antonio López García, Pancho Cossio, Agustín Úbeda, Antonio Guijarro, Juan Barjola, Martínez Novillo, Alfredo Alcaín, Julio Vaquero, Alejandro Quincoces, Óscar Benedí, Pedro Castrortega, José Manuel Ciria, Antón Patiño und Javier Garcerá sowie Skulpturen von Venancio Blanco, García Donaire, Xuxo Vázquez, Santiago de Santiago, David Lechuga, Fernando Kiriko, Oscar Alvariño Belinchón und Belén González.[33]
- Das Auditorio Inés Ibañéz Braña befindet sich in der ehemaligen Ermita de la Veracruz, einem Gebäude aus dem 16. Jahrhundert an der Plaza de la Veracruz. Es dient für kulturelle Aktivitäten wie Ausstellungen und Vorträge und kann nur während solcher Veranstaltungen besucht werden.[32]
- Das Museo del Vino in der Calle Princesa 39 zeigt in einem modernen Gebäude die Geschichte und die Kultur des Weinbaus mittels interaktiver Medien.[32]

### Feste

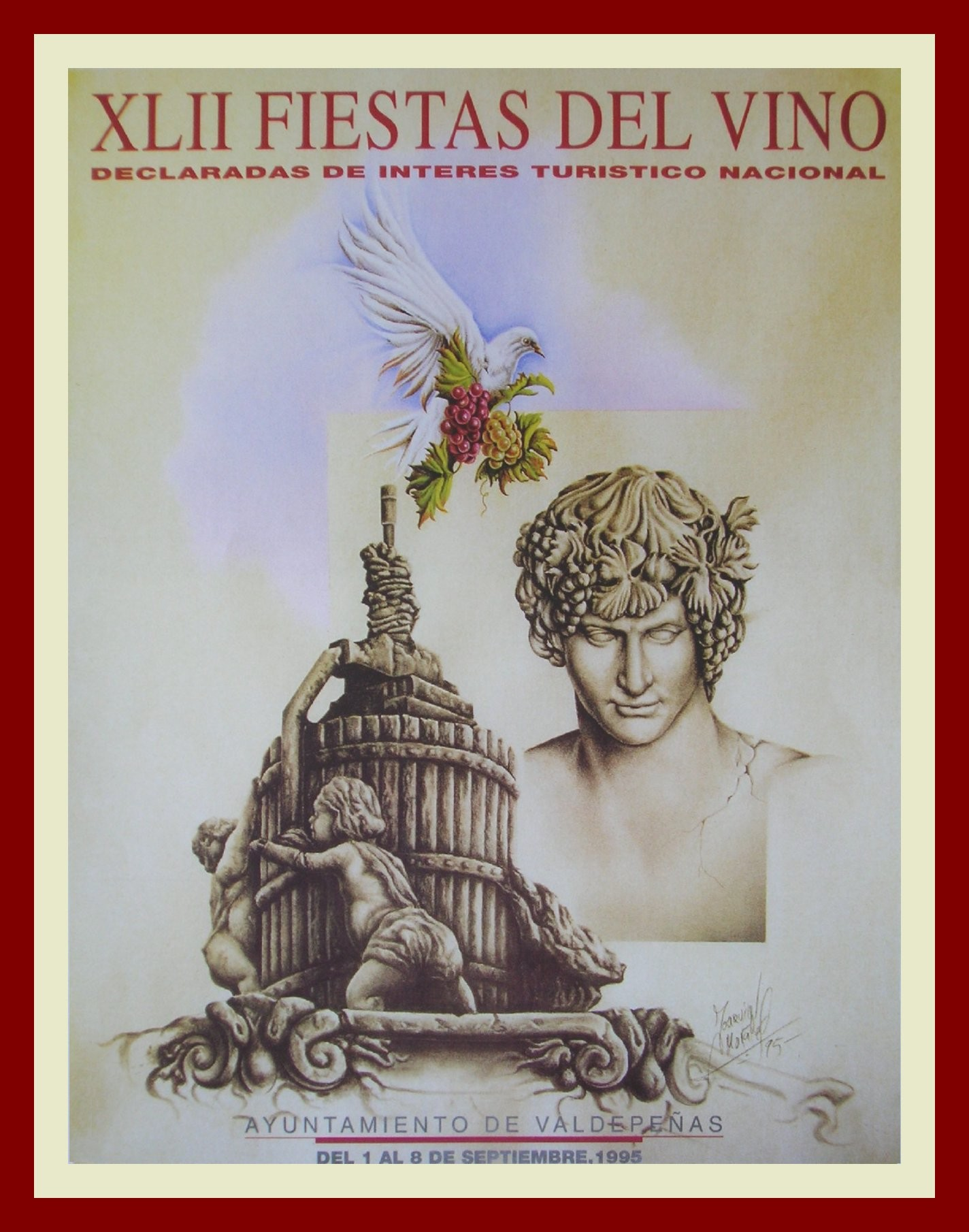
Plakat von Joaquín Morales Molero für das Weinfest

Anfang September feiert man jedes Jahr in der Stadt die Fiestas de la vendimia, das Weinfest. Parallel dazu findet seit 1940 die Exposición Nacional de Artes Plásticas statt. Für diese Ausstellung erhielt die Stadt 2001 die Medalla de Oro a las Artes (Goldmedaille für die schönen Künste).
Vom 30. Juli an wird für drei bis vier Tage das Volksfest Feria de Agosto mit Fahrgeschäften und Buden statt. Ein mittelalterlicher Markt beschließt am letzten Tag das Fest.

### Sport
Der bedeutendste Sportklub ist der Fußballklub Valdepeñas fútbol sala, dem 2018 der Aufstieg in die Primera División gelang.

### Gastronomie
Folgende Spezialitäten gehören zur örtlichen Küche:
- Arrope, ein durch Einkochen stark verdickter Traubensirup
- Caldereta manchega, geschmorte Lammkeule oder -Schulter mit Zwiebel, Tomate, Paprika, Knoblauch, Weißwein und Olivenöl aus der Region
- Duelos y quebrantos aus Rührei, Chorizo und Schweinespeck
- Gachas manchegas aus Paprika und Erbsenmehl, mit Schweinebauch, Knoblauch, Peperoni, Öl und Salz
- Migas manchegas aus zerbröckeltem Roggen- oder Weizenbrot, Chorizo, Speck, Schinken, Knoblauch und Olivenöl
- Pipirrana, ein Salat aus den Grundzutaten Zwiebel, Tomate, grüne Paprika und Gurke
- Pisto manchego
- Manchego-Käse
- Tiznao, ein Wintergericht aus Stockfisch mit verschiedenen Gemüsen: Kartoffeln, getrocknete Peperoni, Knoblauch, süßem Paprika und Zwiebeln
- Süßigkeiten, darunter Biskuits, Flores manchegas (ein Eiergebäck in Blütenform), Torrijas, Mantecados, Cortadillos (ein Gebäck mit Anislikör und Mandeln), Nochebuenos (ein Olivengebäck, das zu Weihnachten gereicht wird)

## Medien

### Fernsehen und Radio
Valdepeñas hat einige Radiosender in der Stadt, die in die Region senden, unter ihnen Cadena Dial Valdepeñas, Radio Surco, ONDACERO Valdepeñas und SER Valdepeñas, sowie den Fernsehsender TeleValdepeñas. Der Fernsehsender Canal Sur konnte bis 2009 über einen Sender auf dem Cerro de las Aguzaderas empfangen werden. Ab 2008 stellte Canal Sur auf DVB-T um.

### Kommunales WLAN
Valdepeñas verfügt über ein kommunales drahtloses Netzwerk namens Valdefibra. Dieses Netzwerk bietet den Valdepeñeros preisgünstig drahtlosen Internetzugang in ihren Wohnungen an. Die Firma Iberfone ist Betreiberin dieses Netzes. Es ist vorgesehen, allen Haushalten in Zukunft kostenloses WLAN anzubieten.

## Persönlichkeiten

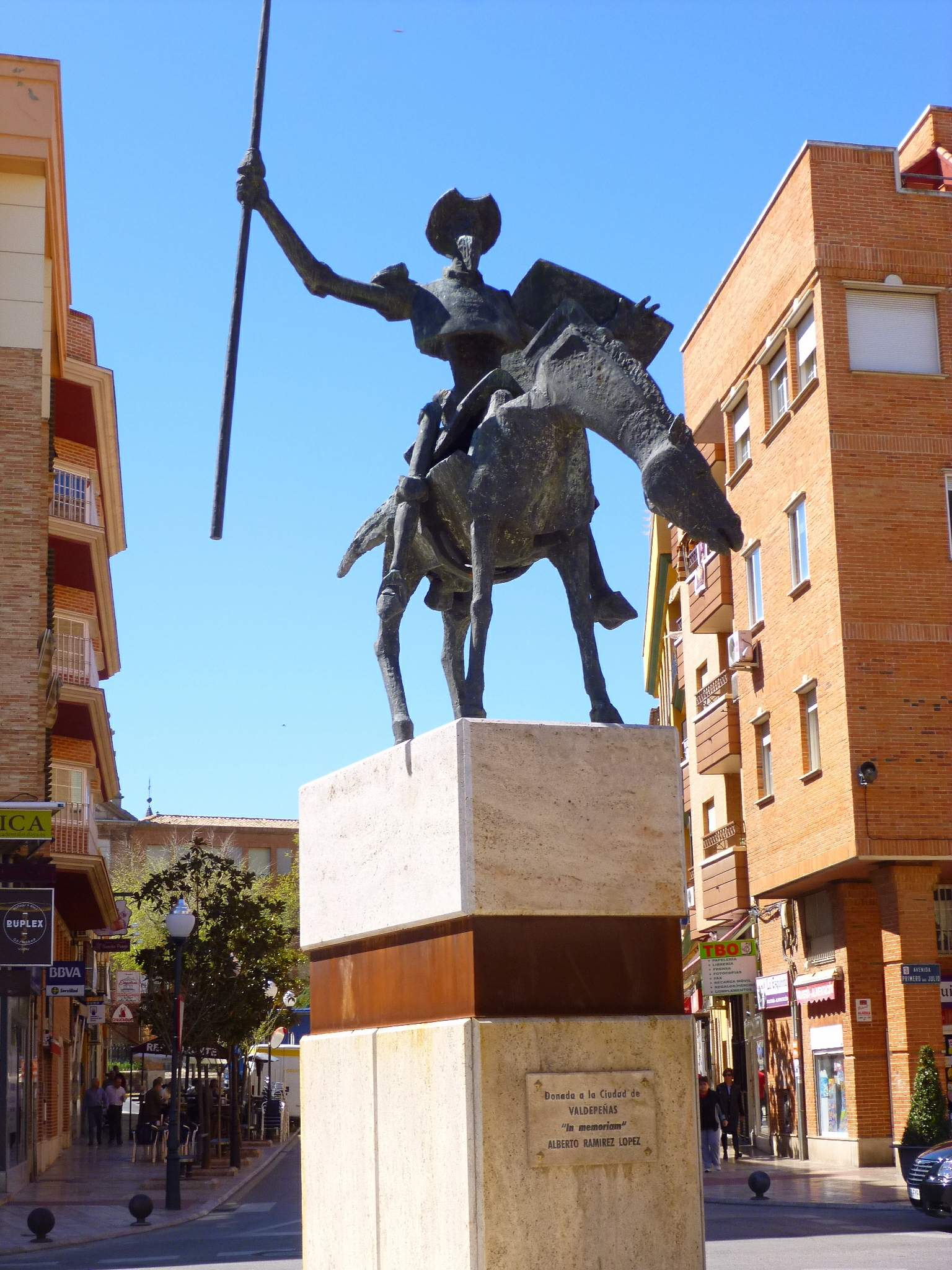
Denkmal für Don Quijote de La Mancha von Venancio Blanco

- Alonso de Córdoba (1505–1589), Bürgermeister von Santiago de Chile
- Pedro de Morales (1538–1614), Schriftsteller, Anwalt und Jesuit, gestorben in Mexiko
- Rodrigo de Valdepeñas (16. Jahrhundert), Dichter und Kartäusermönch
- Bernardo de Balbuena (1568–1627), Bischof von Puerto Rico und Jamaika, Dichter und Schriftsteller
- Miguel Cejudo (1578–1652), Mönch, Dichter und Humanist, Freund von Lope de Vega
- Luis Merlo de la Fuente, Gouverneur von Chile 1610 – 1611
- Ana de Castro Egas, Dichterin am Hof von Philipp III.
- Jerónimo Martín Caro y Cejudo (1630–1712), Humanist, Sprachwissenschaftler und Paremiographist
- Francisco Javier Lozano (1721–1801), Dichter und Jesuit
- Francisco Abad Chaleco, Kämpfer in der Contienda de Valdepeñas 1808
- Juana Galán La Galana, Kämpferin in der Contienda de Valdepeñas
- La Fraila, Kämpferin in der Contienda de Valdepeñas
- Cándida de San Agustín (1804–1861), Ordensfrau, Augustinerin, Gründerin des Convento de Agustinas Magdalenas in San Diego de Valdepeñas
- Ciriaco Cruz (1812–1877), Gräzist und Sprachwissenschaftler
- Eduardo Núñez Peñasco (1872–1934), Maler und Bildhauer
- Antonio Arellano y Villanueva (1873–1932), Maler
- Gregorio Prieto (1897–1992), Maler
- Cecilio Muñoz Fillol (1909–1979), Tierarzt, Professor für Philosophie und Englisch, Stadtchronist
- Tomás de Antequera (1920–1993), Sänger und Liederdichter
- Sagrario Torres (1922–2006), Dichterin
- Francisco Nieva (1924–2016), Dramaturg, Dichter, Essayist, Mitglied der Real Academia Española
- Alonso Cordel (* 1942), Schriftsteller
- Enrique Pedrero Muñoz (* 1947), Maler, Bildhauer, Schriftsteller
- José Lillo Galiani (* 1948), Bildhauer
- Joaquín Brotons Peñasco (* 1952), Dichter, Erzähler, Kunst- und Literaturkritiker
- Carmen Mejía Ruiz (* 1956), Philologin, Spezialistin für galicische Sprache und Literatur